# Ateliers du métro de Paris

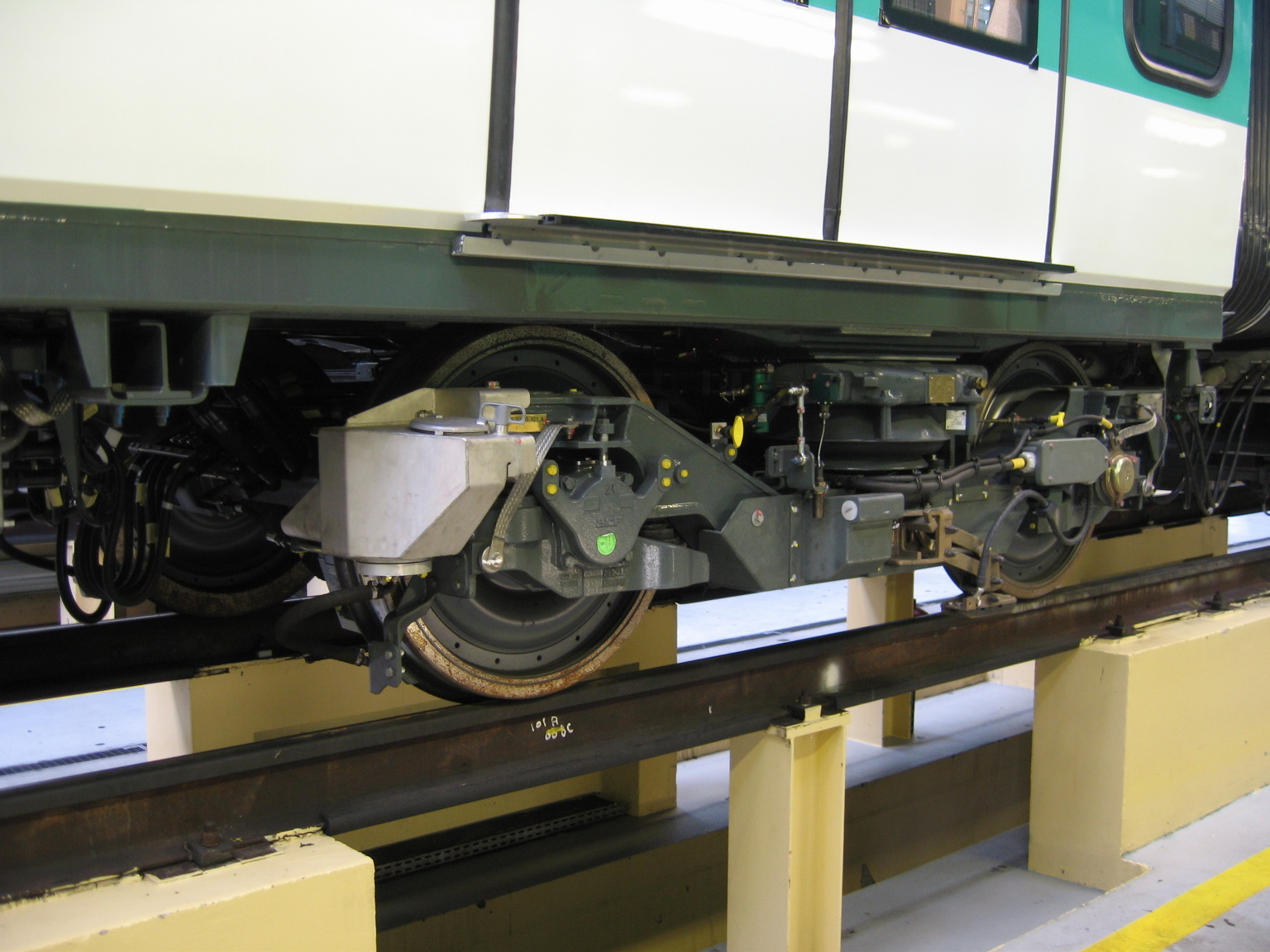
Un bogie de MF 01 à l'atelier de Bobigny.

Les ateliers du métro de Paris ont pour mission d'assurer l'entretien courant du matériel roulant d'une ligne et, pour certains, la maintenance d'une série de rames ou de certains composants. Ils sont généralement situés à proximité d'un des terminus de chaque ligne.

## Organisation

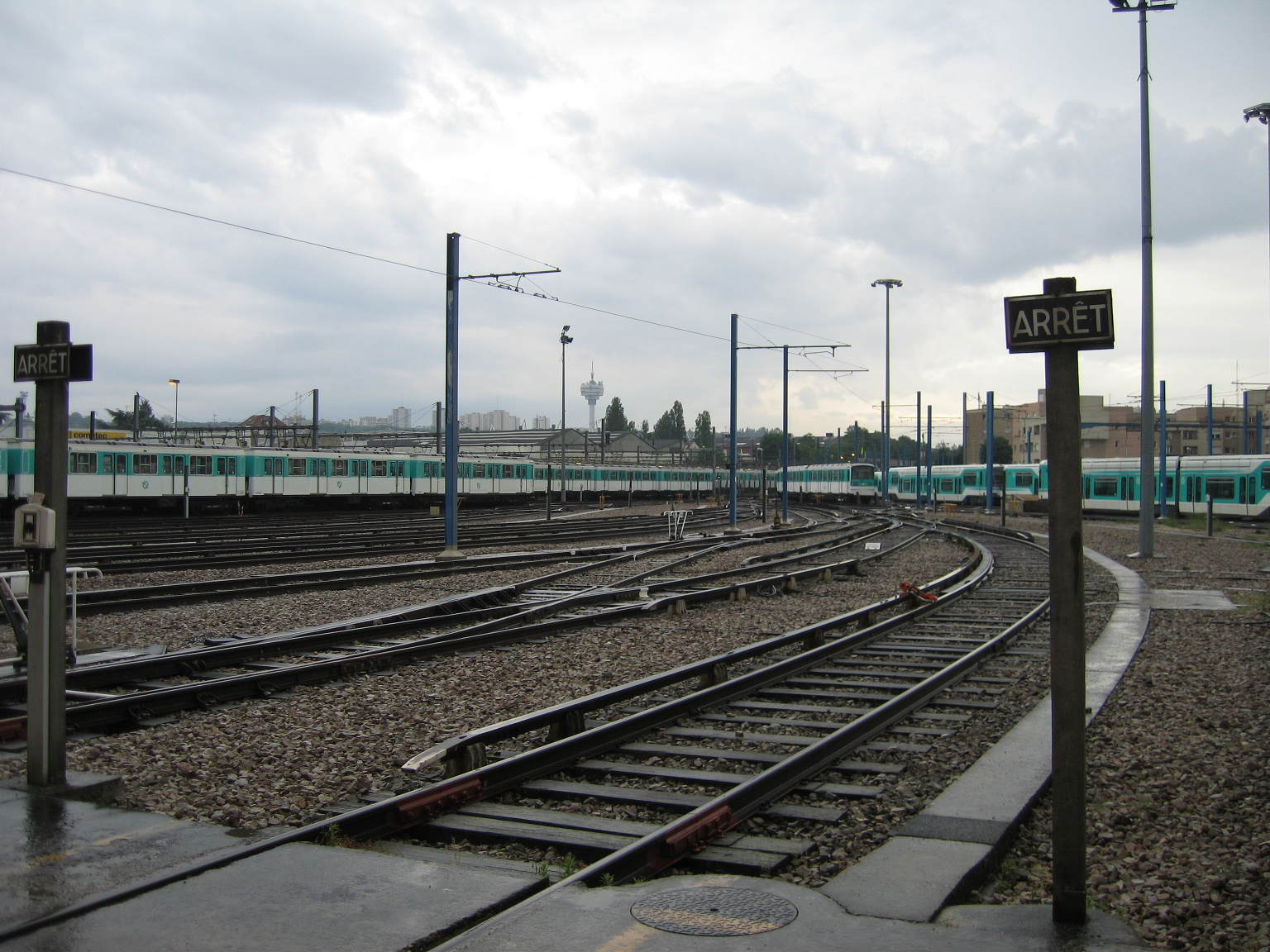
Les voies de garage de l'atelier de Bobigny.

La RATP dispose de deux types d'ateliers :
- les ateliers de petite révision (PR), chargés d'assurer l'entretien régulier des rames et d'effectuer les opérations courantes ;
- les ateliers de grande révision (GR), qui ont pour mission la révision générale des voitures, motrices et remorques, ayant atteint un seuil déterminé ; les motrices anciennes effectuaient un passage en grande révision une fois par an.

La modernisation des méthodes a amené une relative spécialisation des ateliers. Mais les premières années de l'exploitation du métro, chaque ligne disposait de son propre atelier, chargé de l'entretien courant et des grandes révisions.

### Les ateliers de petite révision
Les ateliers de petite révision (PR) ont pour mission l'entretien courant et le nettoyage des rames. Chaque atelier est en principe raccordé à proximité d'un des terminus de la ligne dont il a la charge. Au terminus, un centre de dépannage des trains permet une surveillance constante du matériel roulant ; en cas d'avarie sur un train, il peut être réparé sur place, ou envoyé en atelier.
Chaque rame du parc est dirigée vers l'atelier après un parcours d'environ 1500 km, soit environ une fois par semaine.

### Les ateliers de grande révision
Les ateliers de grande révision (GR) sont chargés des révisions périodiques du matériel roulant. Ils ont pour mission d'assurer la réparation de matériels dont l'avarie, en raison de sa gravité, ne peut être traitée dans les ateliers de petite maintenance. Ils assurent en outre l'exécution des modifications effectuées sur le matériel roulant.
Les matériels modernes passent en moyenne tous les 400 000 km en grande révision.

### Les ateliers spécialisés

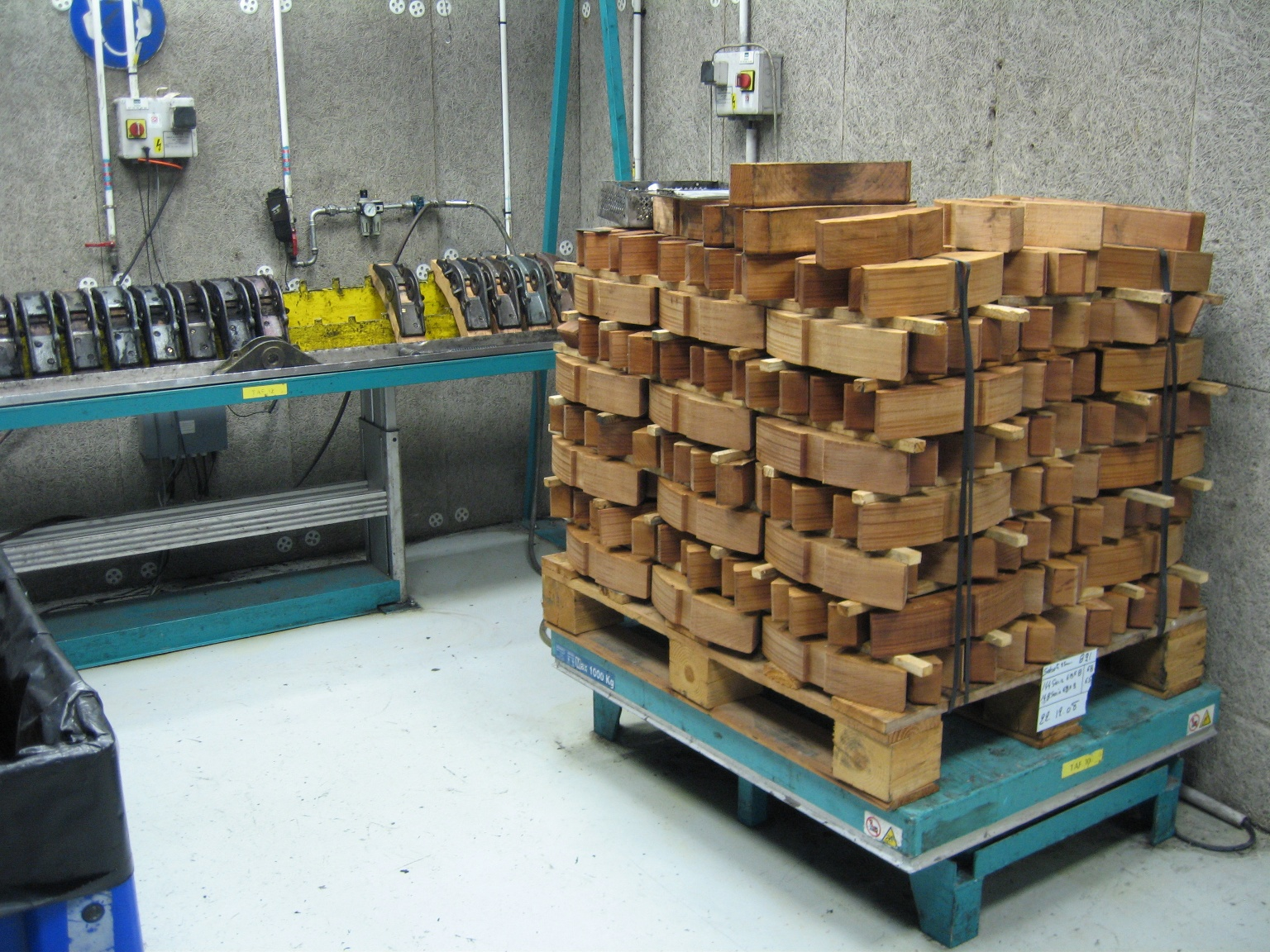
Sabots de frein en bois, livrés par l'atelier de Vaugirard, ici à Saint-Ouen pour le parc MP 59.

La rationalisation des méthodes de travail a poussé à spécialiser certains ateliers dans des travaux autrefois effectués dans les ateliers de grande révision.
Ainsi, jusqu'en juin 2016 où ces activités ont été transférées vers d'autres ateliers, l'atelier de Vaugirard assurait la révision des véhicules de maintenance des infrastructures (VMI), et fabriquait les sabots de frein en bois pour les rames des lignes 6, 10, 11 et 12.

## Les niveaux de maintenance
La maintenance est aujourd'hui organisée en cinq niveaux :

### Niveau 1: Maintenance opérationnelle
Ce niveau ne comporte que les correctifs légers, les opérations simples faisables avec les commandes accessibles et la déclaration des anomalies. Ce niveau est assuré par les conducteurs.

### Niveau 2: Maintenance de proximité
Il comporte les interventions légères de moins d'une heure pour remettre le train en service, en général dans les centres de dépannage des trains (CDT), et les maintenances préventives aux ateliers de maintenance des trains (AMT) qui concernent le confort, la sécurité et des entretiens techniques.

### Niveau 3: Maintenance renforcée
La maintenance renforcée est réalisée par des agents spécialisés dans les ateliers de maintenance des trains et concerne les échanges d'équipements défectueux ou à réviser.

### Niveau 4: Maintenance patrimoniale
Les ateliers de maintenance patrimoniale (AMP) réparent et révisent les équipements démontés par le niveau 3.
Des ateliers de maintenance des équipements (AME) s'occupent des équipements électroniques, pneumatiques et hydrauliques.

### Niveau 5: Rénovation
Ce niveau concerne le maintien et la mise à jour du matériel afin aussi bien de prolonger sa durée de vie que d'améliorer le confort des voyageurs. Il est en général réalisé par des entreprises spécialisées.

## Histoire

### Années 1900: Les premiers ateliers
Les ateliers du métro ouvrent au fur et à mesure des créations de lignes dont ils entretiennent le matériel roulant. C'est à Charonne qu'apparaît le premier atelier en 1900, à proximité du terminus Porte de Vincennes de la ligne 1. Il est relié aux lignes 1 puis 2 par la galerie de remisage de Nation. Approvisionné en rames neuves durant les dix premières années d'exploitation, par le biais d'un raccordement en très forte rampe (15 %) avec la ligne de Petite Ceinture située en contrehaut de l'atelier, il assure alors l'entretien des rames des lignes 1 et 2.
En décembre 1904, l'atelier de Saint-Fargeau ouvre ses portes ; il est raccordé à la ligne 3, après son terminus Gambetta, dont il entretient le parc. En 1906, ouvre l'atelier d'Italie, chargé de la maintenance des rames de la ligne 2 Sud (qui deviendra plus tard la ligne 6) et de la ligne 5.
Un quatrième atelier ouvre en 1908 à Saint-Ouen, assurant la maintenance des rames de la ligne 4, à laquelle il est relié via la boucle de la porte de Clignancourt.
Le Nord-Sud ouvre de son côté en 1910 l'atelier de Vaugirard, relié à la ligne A du réseau à son terminus Porte de Versailles, ainsi qu'à la ligne de Petite Ceinture, à la gare de marchandises de Grenelle. C'est par ce raccordement qu'est livré le matériel neuf, puisqu'il n'existe aucun autre raccordement ferroviaire au réseau Nord-Sud.

### Années 1910 et 1920: Créations d'ateliers de petite révision
L'extension du réseau rend plus rationnelle d'un point de vue économique la création de vastes ateliers, chargés des grandes révisions des rames de plusieurs lignes. Si les petites révisions doivent nécessairement se dérouler à proximité d'une ligne, il n'en est pas de même des grandes révisions, bien moins fréquentes, qui peuvent par conséquent être rassemblées ailleurs.
L'atelier de La Villette ouvre en avril 1912 ; son importance est alors moindre que les précédents, n'assurant que les petites révisions de la ligne 7, les grandes se déroulant à l'atelier de Saint-Fargeau.
L'atelier d'Auteuil, entièrement souterrain, est mis en service en 1925 ; il assure les petites révisions des rames des lignes 8 et 9. Cet atelier comprend deux faisceaux de voies, raccordés d'une part à la ligne 8 (actuelle ligne 10) à la porte d'Auteuil, et d'autre part à la ligne 9 à la porte de Saint-Cloud. Les grandes révisions s'effectuent alors à Charonne pour la ligne 8, et à Saint-Ouen pour la ligne 9.
À la même époque, un petit atelier souterrain est aménagé dans la boucle des Invalides pour les petites révisions de la ligne 10.

### Années 1930: Concentration des grandes révisions dans de vastes ateliers spécialisés
L'expansion continue du réseau métropolitain durant les années 1930 accroît la logique de concentration des grandes révisions dans de vastes ateliers spécialisés, groupant le matériel de quatre ou cinq lignes.

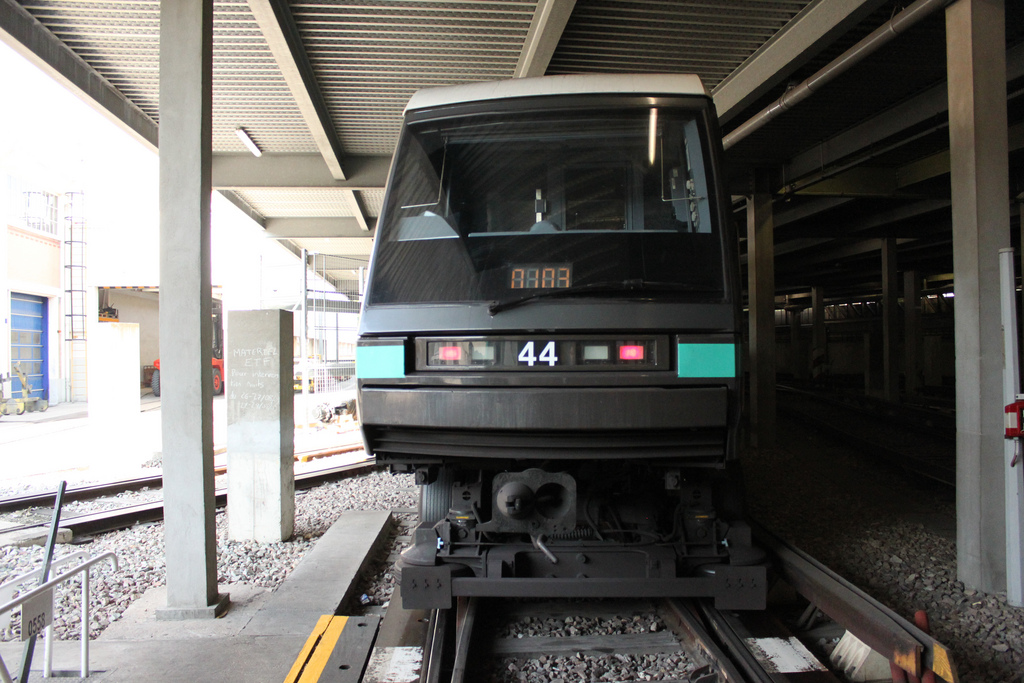
Une rame MP 89 à l'atelier de Fontenay.

L'atelier de Choisy ouvre en 1931 ; raccordé au terminus Porte d'Ivry de la ligne 7, il est chargé des grandes révisions des lignes 7, 8 et 9, et des petites révisions de la ligne 7. L'atelier de La Villette est alors abandonné par le matériel roulant et modifié pour le service de la voie.
En 1934, un autre atelier est créé à Fontenay-sous-Bois ; raccordé au nouveau terminus Château de Vincennes de la ligne 1, il est chargé des grandes révisions des lignes 1 et 8, et des petites révisions de la ligne 1. La même année, l'atelier de Boulogne est ouvert, l'atelier d'Auteuil devenant insuffisant à la suite des prolongements des lignes 8 et 9. Il est chargé des petites révisions des rames de la ligne 9, à laquelle il est raccordé à proximité de son terminus Pont de Sèvres.
En 1937, l'atelier de Javel est mis en service, raccordé à la station Lourmel de la ligne 8 ; il est chargé des petites révisions des rames de la ligne. La même année, lors du prolongement de la ligne 11 aux Lilas, un petit atelier souterrain pour les petites révisions est aménagé dans la continuité des voies. Il est profondément modifié en 1956, lors de la conversion de la ligne sur pneumatiques. La construction des ateliers de Choisy et de Fontenay permet de rassembler les grandes révisions dans un nombre limité de lieux. En conséquence, les grandes révisions sont abandonnées dans trois anciens ateliers : celui d'Italie en 1934, de Saint-Fargeau en 1938, et de Charonne en 1948.

### Années 1970 et 1980: Deux nouveaux ateliers en proche banlieue
En 1968, un atelier souterrain, situé sous un dépôt d'autobus, est aménagé à proximité de la station Carrefour Pleyel. Créé en prévision de l'extension de la ligne 13 au nord, il n'ouvre qu'en septembre 1974.
Lors du prolongement de la ligne 5 à Bobigny en 1985, un nouvel atelier est aménagé en extérieur à proximité du canal de l'Ourcq ; il ouvre en 1988. À partir de 1992 il assure également la maintenance de la ligne 1 du tramway.

### Années 1990 et 2000: Les nouveaux ateliers des lignes 13 et 14
En 1998, la RATP ouvre un nouvel atelier de maintenance pour la ligne 13 à Châtillon, dans la continuité du terminus de Châtillon - Montrouge. Il permet de rationaliser les opérations de maintenance qui étaient auparavant réparties entre les ateliers de Pleyel et des Invalides, le dernier étant supprimé par la même occasion.
La même année, lors de l'ouverture de la ligne 14, on aménage provisoirement un atelier de petite révision dans le gros-œuvre de la future station Olympiades. Dans le cadre de l'extension de la ligne à Olympiades, il est déplacé de quelques centaines de mètres à proximité de la station Maison Blanche. Le nouvel atelier Tolbiac - Nationale II est opérationnel en 2006.

### Années 2010: La valorisation des emprises des ateliers
La RATP et la Ville de Paris signent en décembre 2014 un accord en vue de la création de 2 000 nouveaux logements à Paris, dont au moins 50 % de logements sociaux, dans le cadre de la restructuration des sites industriels par une utilisation optimale des emprises de la RATP et la promotion d’une véritable mixité fonctionnelle sur huit sites répartis dans six arrondissements : les centres bus du boulevard Jourdan (14e) et de Croix-Nivert (15e), les ateliers métro de Vaugirard (15e), Italie (13e) et Saint-Fargeau (20e), le centre de contrôle technique de la Porte de la Villette (19e) ainsi que les sites gérés par le comité d’entreprise à la Porte de Choisy (13e) et rue du Docteur Arnold Netter (12e). Ainsi 360 logements devraient voir le jour sur une partie des emprises actuelles des ateliers de Vaugirard.

### Années 2020: extensions et Grand Paris Express
Dans le cadre des extensions des lignes 4, 11 et 14 et de l'arrivée du nouveau matériel sur pneu MP14, la RATP décide de doter ces lignes de nouveaux ateliers.
Le prolongement de la ligne 4 à Bagneux s'accompagne de l'aménagement dans l'arrière-gare du terminus de Lucie Aubrac d'un centre de dépannage des trains (CDT) et d'un atelier de petite révision, en complément de l'atelier de Saint-Ouen.
L'extension de la ligne 11 à Rosny - Bois-Perrier nécessite quant à elle la disparition de l'atelier de Lilas, situé après l'ancien terminus de Mairie des Lilas. Exigu et non adapté au nouveau matériel, il est remplacé par l'atelier de Rosny qui se raccorde par une boucle au nouveau terminus.
Le prolongement de la ligne 14 à Mairie de Saint-Ouen est également l'occasion d'aménager un atelier définitif pour la ligne, en remplacement de l'atelier provisoire de Tolbiac - Nationale 2. Le nouveau centre de maintenance est aménagé dans le quartier des Docks à Saint-Ouen-sur-Seine. L'atelier de Tolbiac - Nationale ferme de son côté ses portes en 2020 pour être intégré au prolongement de la ligne au sud vers Aéroport d'Orly. Le site est reconverti en voie d'évitement. Cette extension s'accompagne également de la création d'un atelier complémentaire à Morangis, au sud de l'aéroport d'Orly.

## Répartition des ateliers
L'apparition de plusieurs séries de matériels roulants différents à partir des années 1950, a poussé à regrouper les grandes révisions dans des ateliers dédiés à chaque type.
Les ateliers de petite révision sont répartis en trois groupes, chacun relevant d'un atelier de grande révision gérant le même type de matériel roulant.
L'atelier de Fontenay s'est spécialisé dans les grandes révisions du matériel sur pneumatiques MP 59, MP 73, MP 89, MP 05 et MP 14. L'atelier de Choisy est dédié au parc MF 67, ainsi qu'au MF 01 et à la petite série MF 88 ; et l'atelier de Saint-Ouen assure les grandes révisions du parc MF 77.

## Ateliers en service
| Atelier           | AMT                         | AMP                        | Autres fonctions | Ouverture | Agents |
| ----------------- | --------------------------- | -------------------------- | ---------------- | --------- | ------ |
| Fontenay          | (M) · (1)                   | MP 73, MP 89, MP 05, MP 14 |                  | 1934      | 330    |
| Maillot           | (CDT)                       |                            |                  | 2007      |        |
| Charonne          | (M) · (2)                   |                            |                  | 1900      | 50     |
| Saint-Fargeau     | (M) · (3) · (3bis) · (7bis) |                            | AME              | 1904      | 150    |
| Saint-Ouen        | (M) · (4)                   | MF 77                      | AME              | 1908      | 260    |
| Bagneux           | (CDT)                       |                            |                  | 2021      |        |
| Bobigny           | (M) · (5)                   |                            |                  | 1988      | 60     |
| Italie            | (M) · (6)                   |                            |                  | 1906      | 50     |
| Choisy            | (M) · (7)                   | MF 67, MF 88, MF 01        |                  | 1931      | 330    |
| Pré-Saint-Gervais | (PVR)                       |                            |                  |           |        |
| Javel             | (M) · (8)                   |                            |                  | 1937      | 75     |
| Créteil           | (M) · (8)                   |                            |                  | 2011      |        |
| Boulogne          | (M) · (9)                   |                            |                  | 1934      | 60     |
| Auteuil           | (M) · (10)                  |                            |                  | 1925      | 30     |
| Rosny-sous-Bois   | (M) · (11)                  |                            |                  | 2023      |        |
| Vaugirard         | (M) · (12)                  |                            | VMI, AME         | 1910      | 89     |
| Pleyel            | (M) · (13)                  |                            |                  | 1969      | 56     |
| Châtillon         | (M) · (13)                  |                            |                  | 1998      | 30     |
| Les Docks         | (M) · (14)                  |                            |                  | 2020      |        |
| Morangis          | (M) · (14)                  |                            |                  | 2024      |        |
| La Villette       |                             |                            | VMI              |           | 15     |

### Fontenay
L'atelier de Fontenay, situé en banlieue à Fontenay-sous-Bois, est relié à ligne 1 du métro par un tunnel à voie unique menant à Château de Vincennes. Il était relié à la ligne A du RER par une voie unique en surface comportant un passage à niveau rue des Pommiers, mais cette liaison a été déferrée en 2024 et n'existe plus, il ne subsiste plus qu'une courte rampe en cul-de-sac. Jusqu'à 2024, il effectuait la révision des matériels à pneus (MP 59, MP 73, MP 89, MP 05 et MP 14). Ensuite, ce fût uniquement les trains des lignes 4 et 6 en plus de ceux de la ligne 1 dont il effectue, également, la maintenance des premiers niveaux depuis sa création. Cette différence de charge provient de la création d'ateliers, tous niveaux de maintenance, sur les lignes 11 et 14.
L'atelier de Fontenay a été construit en 1934, lors du prolongement de la ligne 1 jusqu'au Château de Vincennes. Il se décompose en deux entités distinctes : un atelier de maintenance pour les rames de la ligne 1 et un atelier de révision de l'ensemble des rames sur pneumatiques du métro. L'ensemble qui occupe une surface totale d'environ 39 000 m2 a été modernisé au début des années 1960 pour l'arrivée du matériel MP 59 ; puis les bâtiments ont été reconstruits pour l'arrivée du MP 89 durant les années 1990.

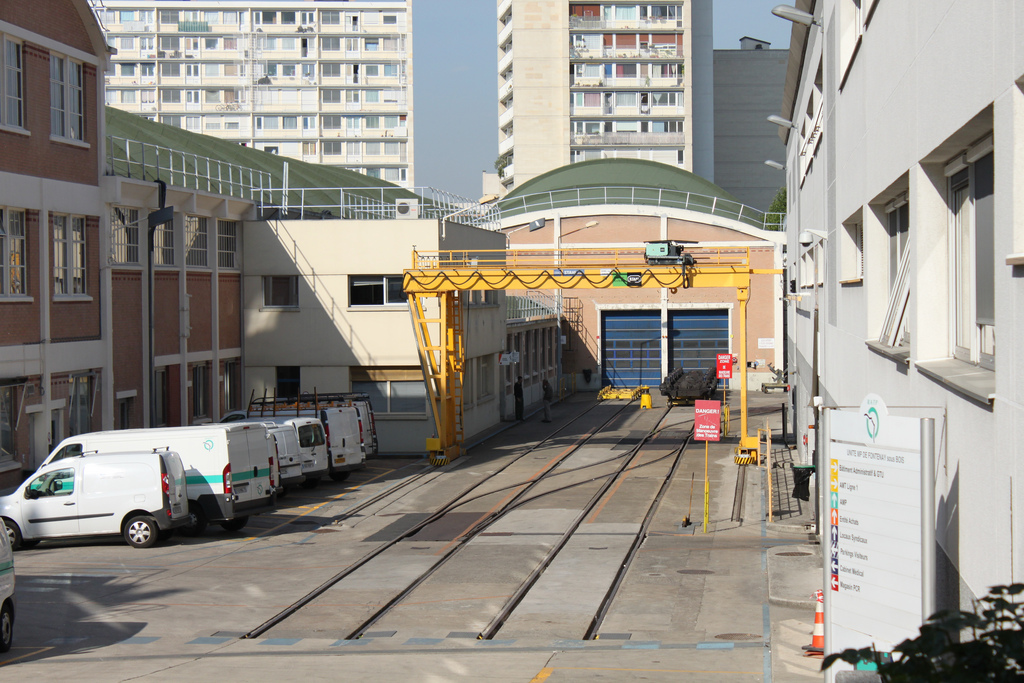
Entrée des ateliers de Fontenay à Fontenay-sous-Bois.
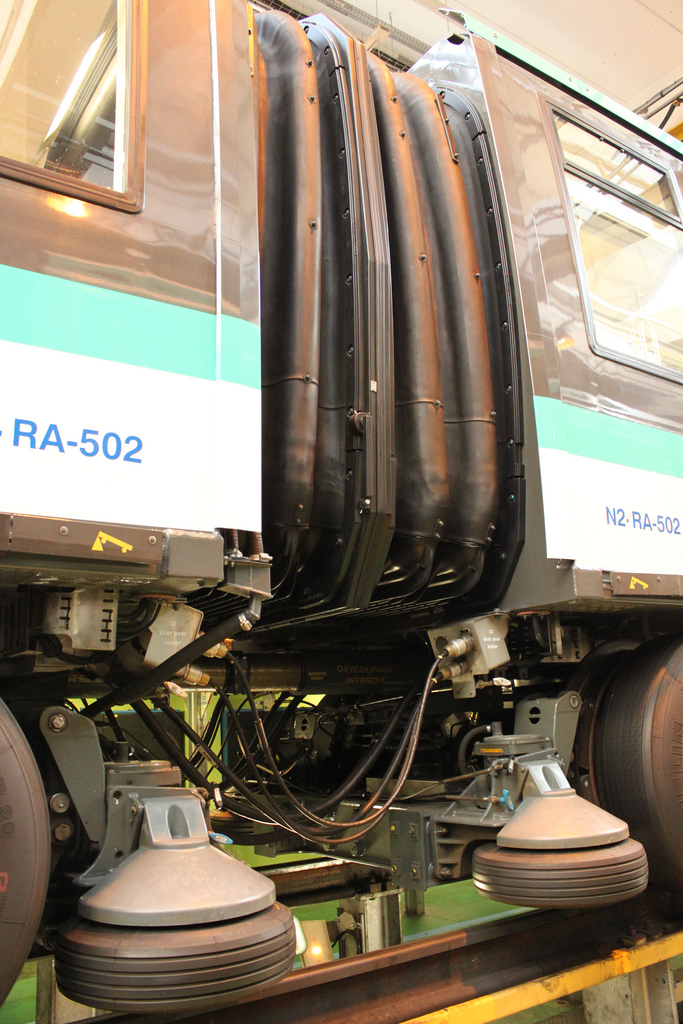
Intercirculation vue depuis l'extérieur d'un MP 05.
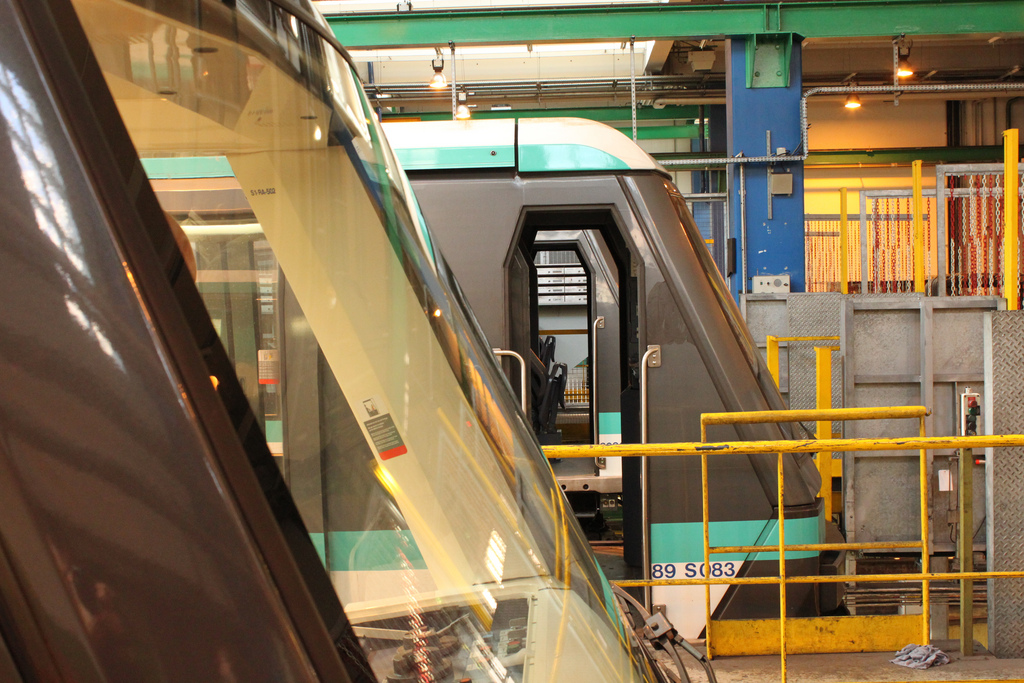
Un train MP 89 aux côtés d'un train automatique MP 05.

### Maillot
Un atelier d'entretien courant, destiné au matériel automatique MP 05 de la ligne 1 est aménagé dans l'ancienne boucle du terminus Maillot. Une seconde aiguille de raccordement aux voies principales a été posée début 2007 afin de desservir ces installations.

### Charonne
L'atelier de Charonne assure la maintenance du matériel de la ligne 2. Il est relié à cette ligne sur le faisceau de garage à l'est de la station Nation. Ce raccordement présente la particularité de traverser la rue de Lagny par un passage à niveau situé à la sortie des ateliers ; c'est le seul à Paris.
Il ouvre en 1900 pour la ligne 1 dont il assure la maintenance jusqu'au prolongement à Vincennes et l'ouverture de l'atelier de Fontenay. Jusqu'en 2007, l'atelier de Charonne est relié à la ligne 1 à l'ouest de la station Porte de Vincennes.
Il est limitrophe du tracé de la Petite Ceinture, et y était raccordé par une voie en très forte rampe au nord de la station « Avenue de Vincennes ». Cette voie permettait la livraison de matériel. Cette voie a été abandonnée lors du prolongement de la ligne 1 à Vincennes et de l'ouverture de l'atelier de Fontenay, lui-même raccordé à la ligne de Vincennes (devenue un tronçon de la ligne A du RER).

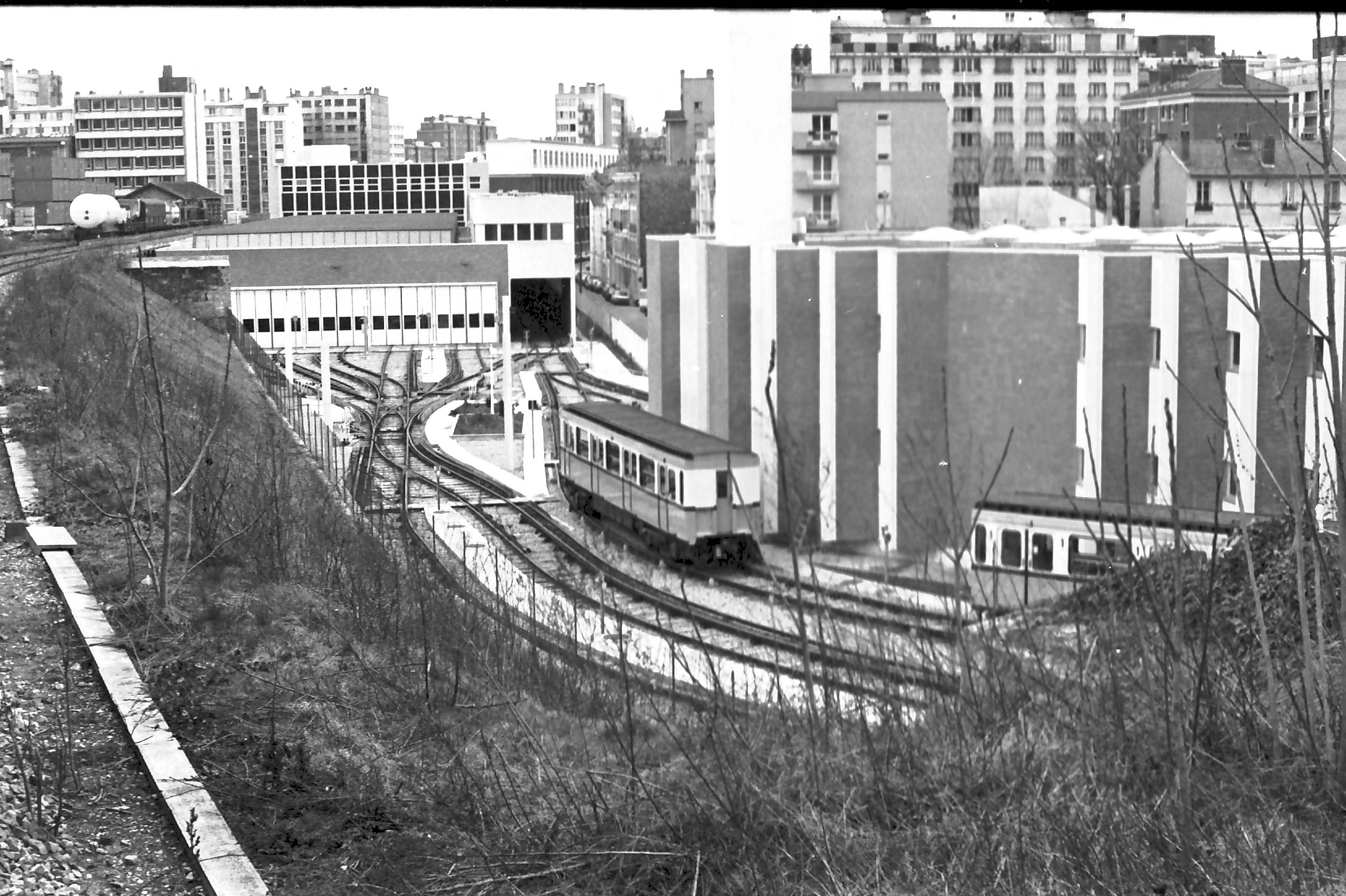
Vue depuis la ligne de Petite Ceinture, en 1984.

### Saint-Fargeau
L'atelier de Saint-Fargeau assure la maintenance du matériel des lignes 3, 3 bis et 7 bis. Il est relié à la ligne 3 à l'est de la station Gambetta. L'atelier de Pré-Saint-Gervais lui est directement rattaché. Depuis sa rénovation complète en 2009, le PCC des lignes 3 et 3 bis est sur le site de l'atelier.

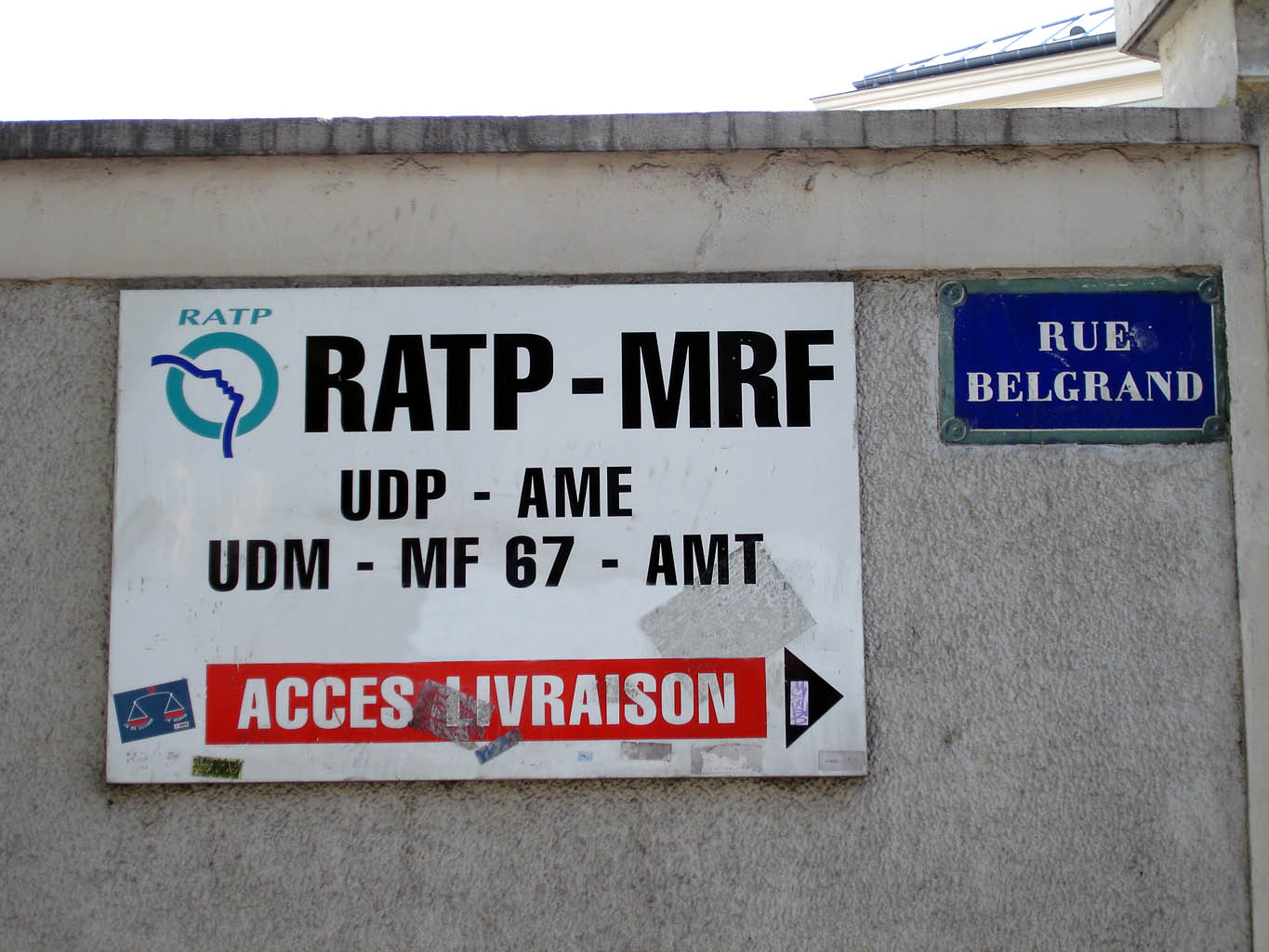
Plaque à l'entrée de l'atelier.
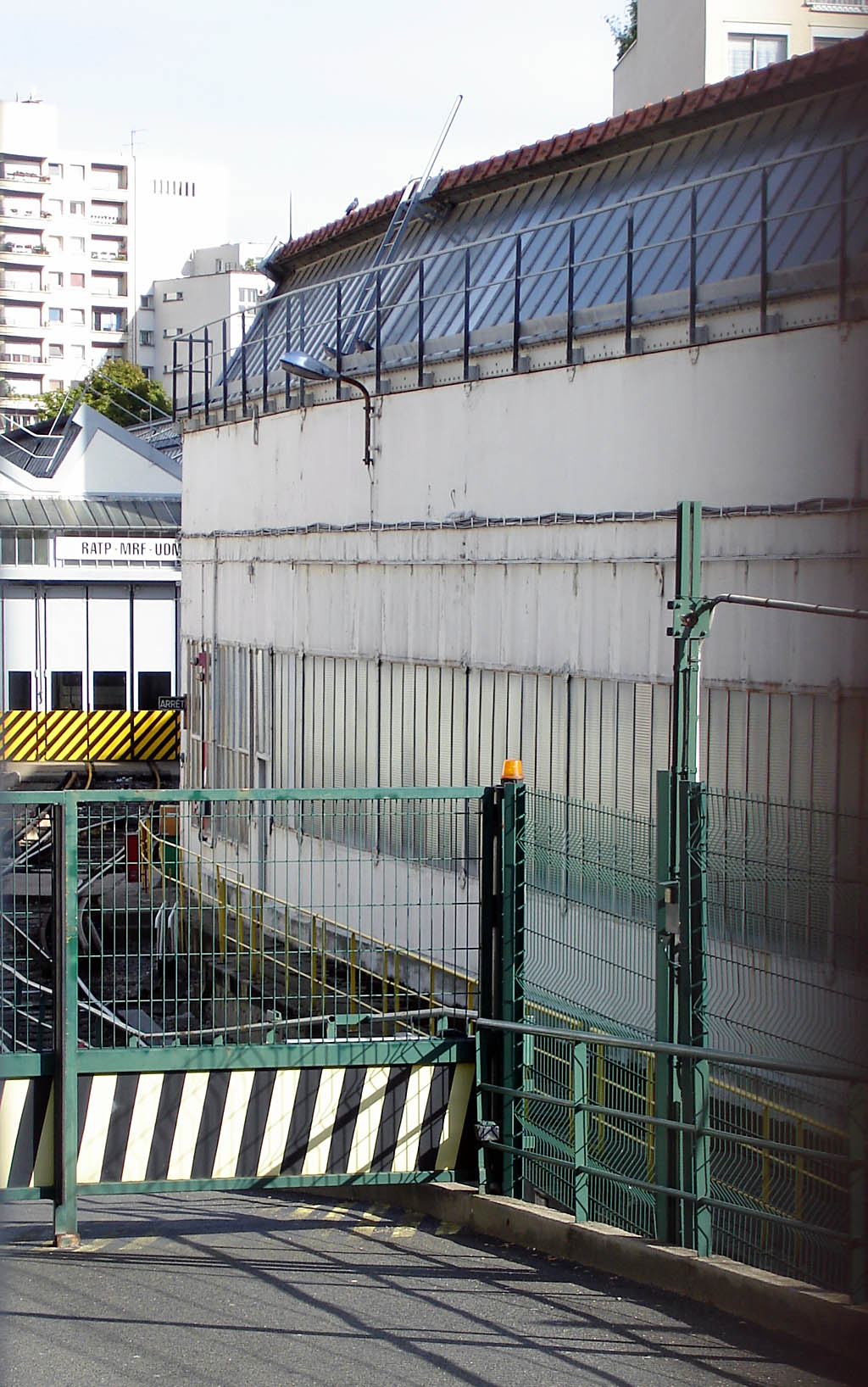
Vue partielle depuis une rampe d'accès.

### Saint-Ouen
L'atelier de Saint-Ouen assure l'entretien des rames de la ligne 4 et la révision du MF 77 ainsi que des véhicules auxiliaires. Il est également spécialisé dans la révision des équipements électroniques de la totalité des matériels du réseau 
L'atelier de Saint-Ouen est relié à la ligne 4 sur les boucles au nord du terminus Porte de Clignancourt. Il est en service depuis 1908 et s'étend sur une surface de 34 000 m2.
Dans la nuit du 20 au 21 avril 1944, le dépôt avait été gravement endommagé par un bombardement aérien allié.

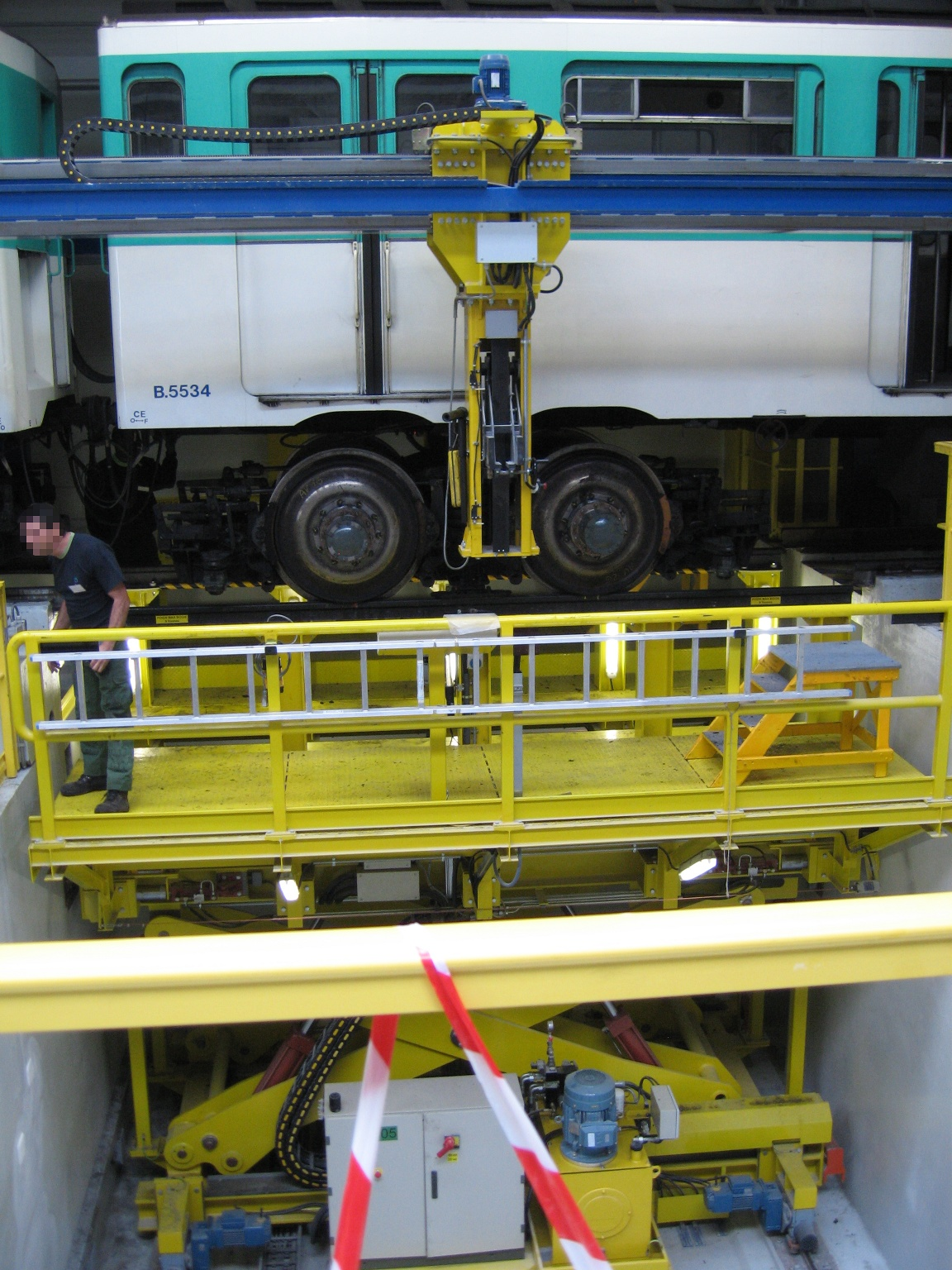
Vérin en fosse pour bogies à l'AMT.
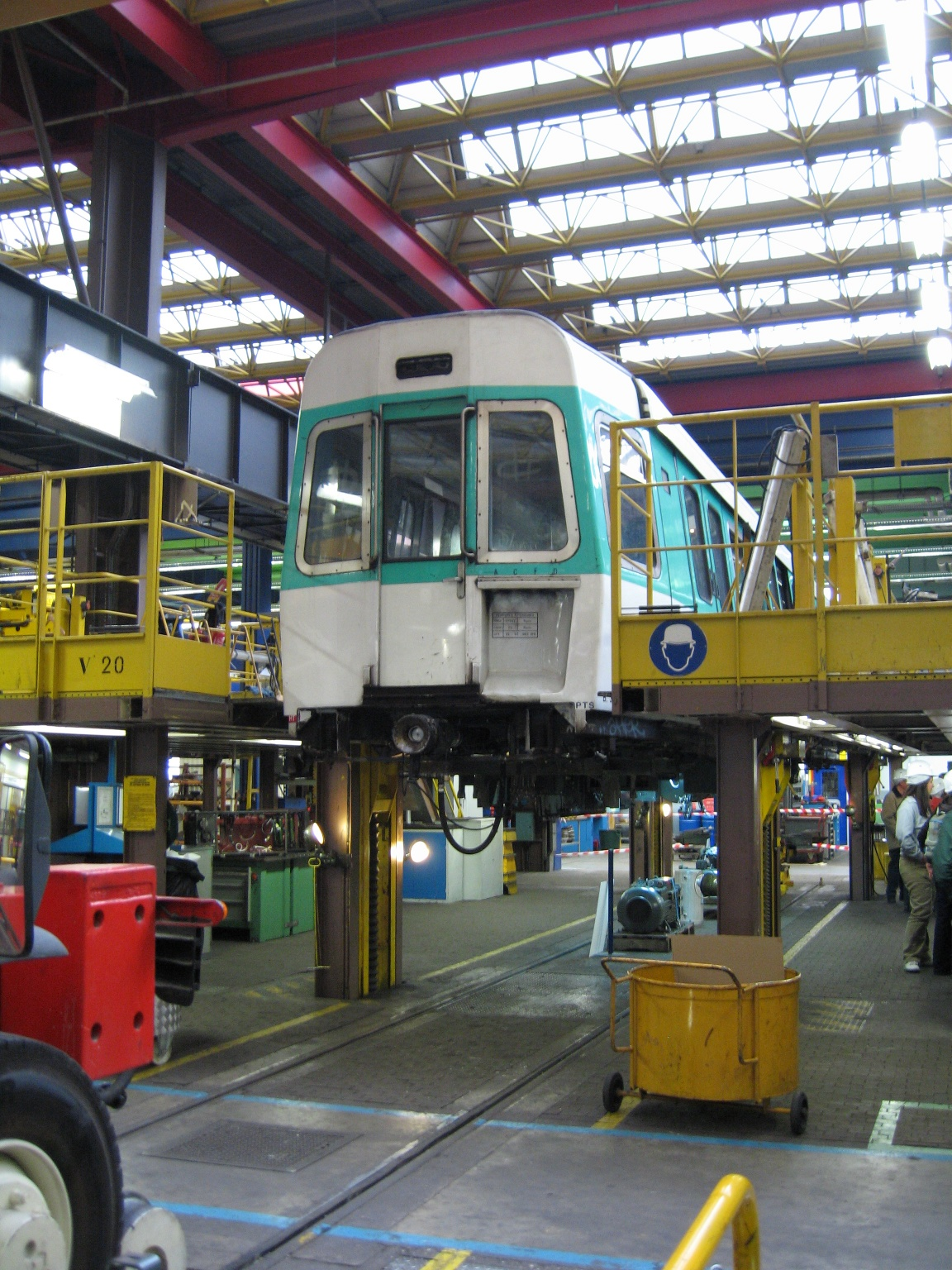
MF 77 sur vérins à l'AMP.
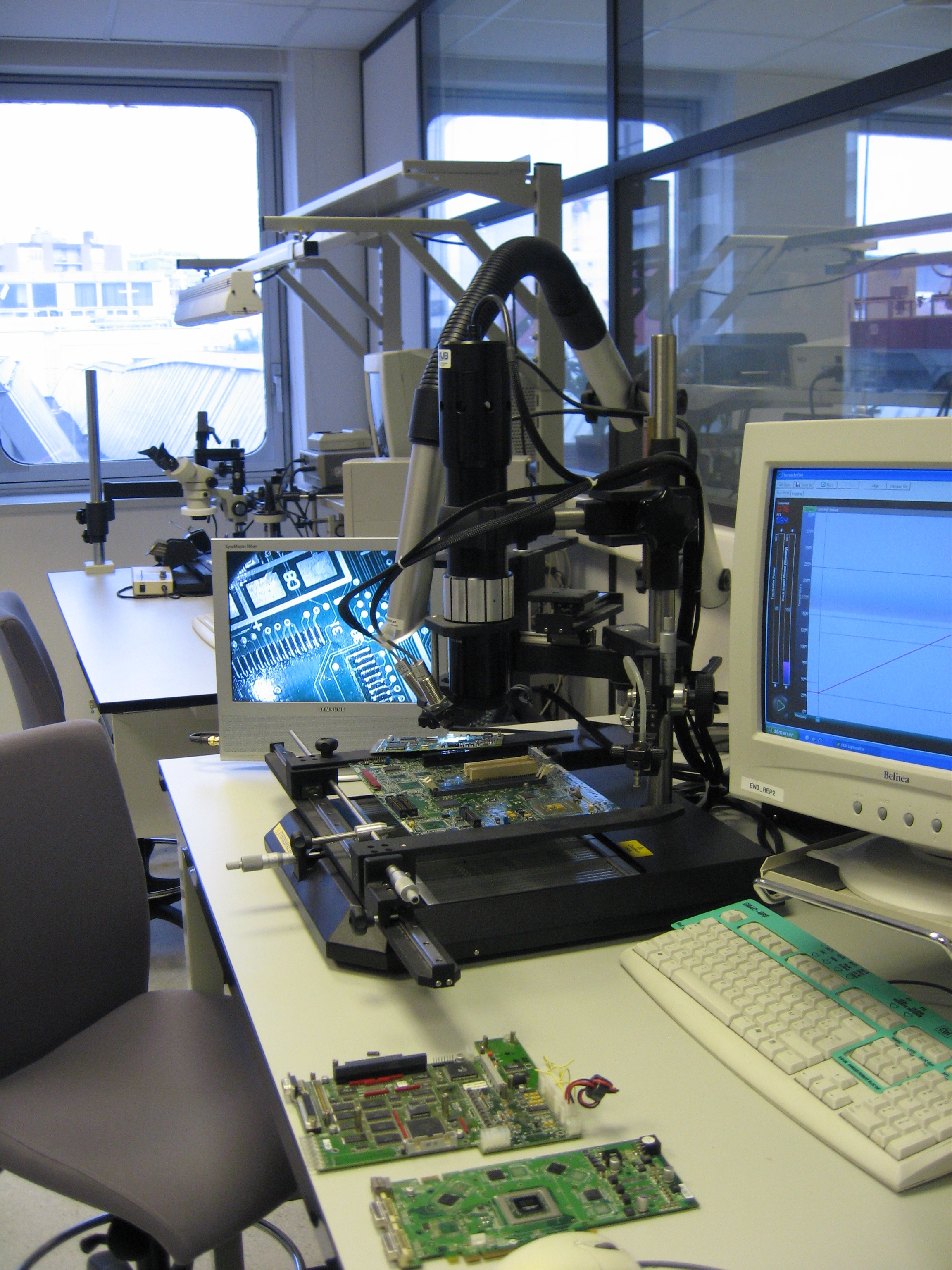
Remplaceur de composants à l'AME.

### Bagneux
Dans le cadre du prolongement de la ligne 4, il était prévu d'aménager un petit atelier de révisions après le terminus Bagneux - Lucie Aubrac. Celui-ci, entièrement souterrain, se situe dans l'arrière-gare de la station et comprend un centre de dépannage des trains. Il est ouvert en 2021.

### Bobigny
L'atelier de Bobigny assure la maintenance courante du matériel de la ligne 5, et la maintenance patrimoniale de tous les MF 01 et MF 88. Il est relié à cette dernière entre les stations Bobigny - Pantin - Raymond Queneau et Bobigny - Pablo Picasso. Il est également relié à la ligne de tramway T1, dont il assure l'entretien des rames.

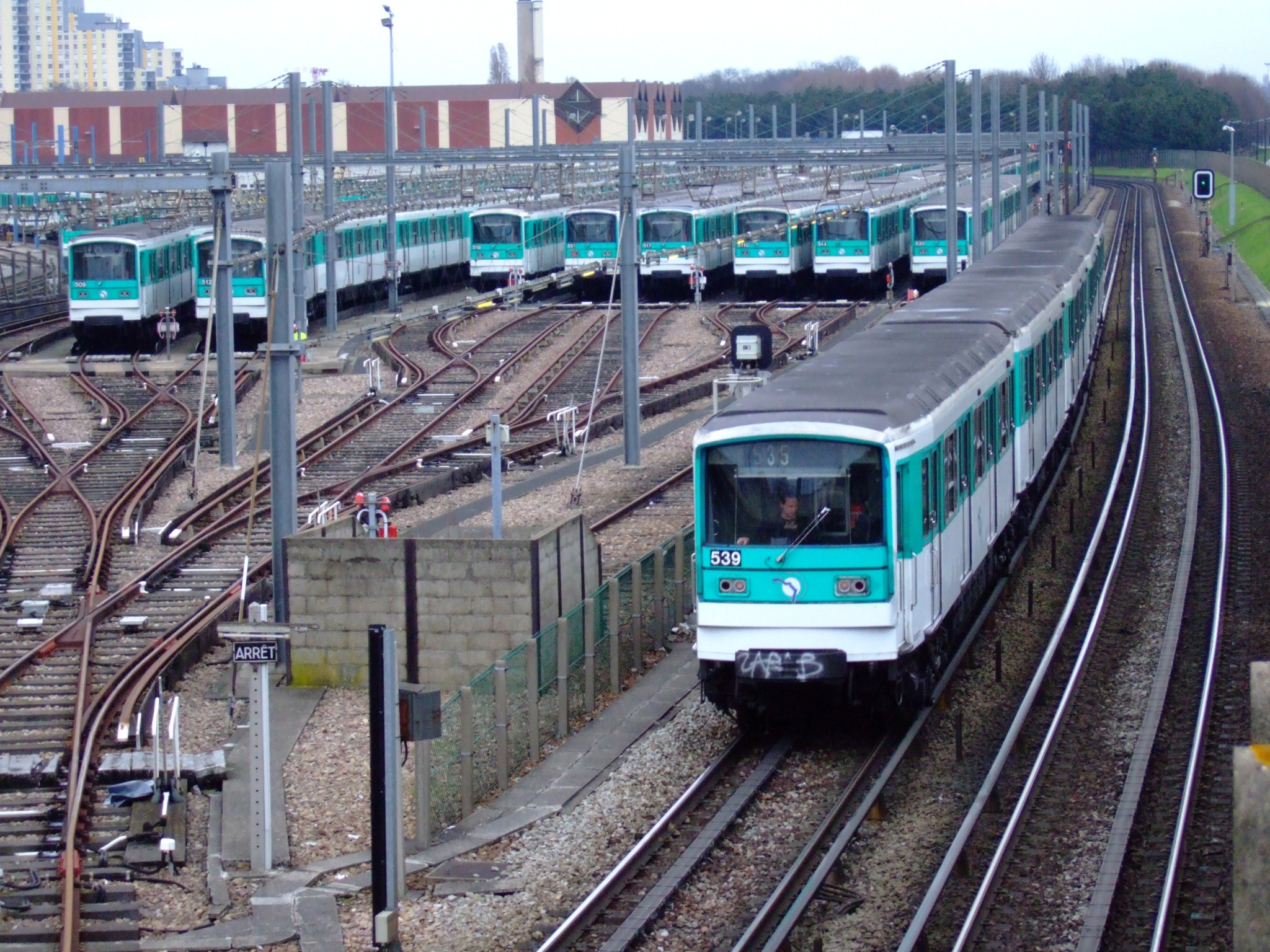
Vue du dépôt.
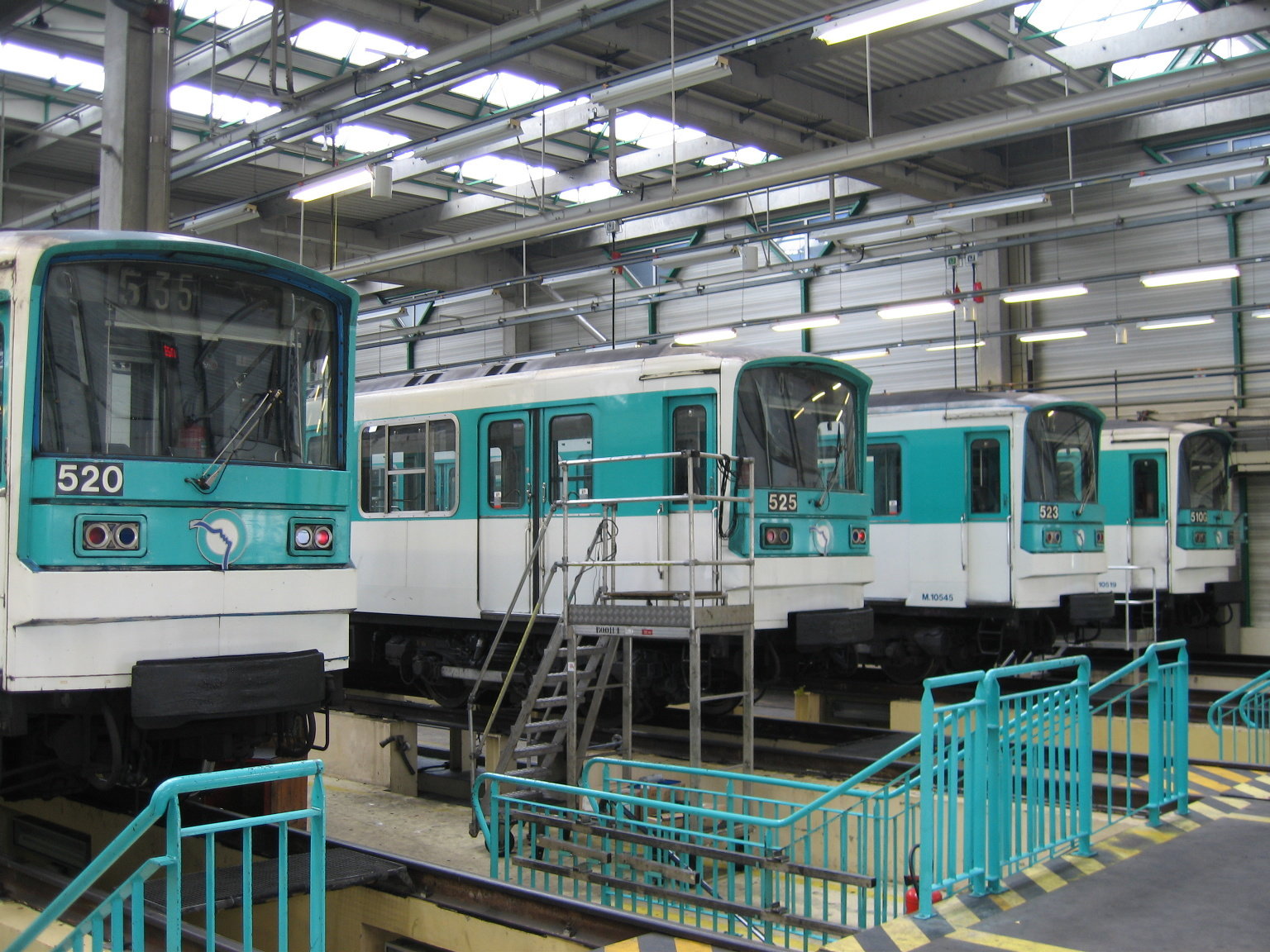
MF 67 en fosse.
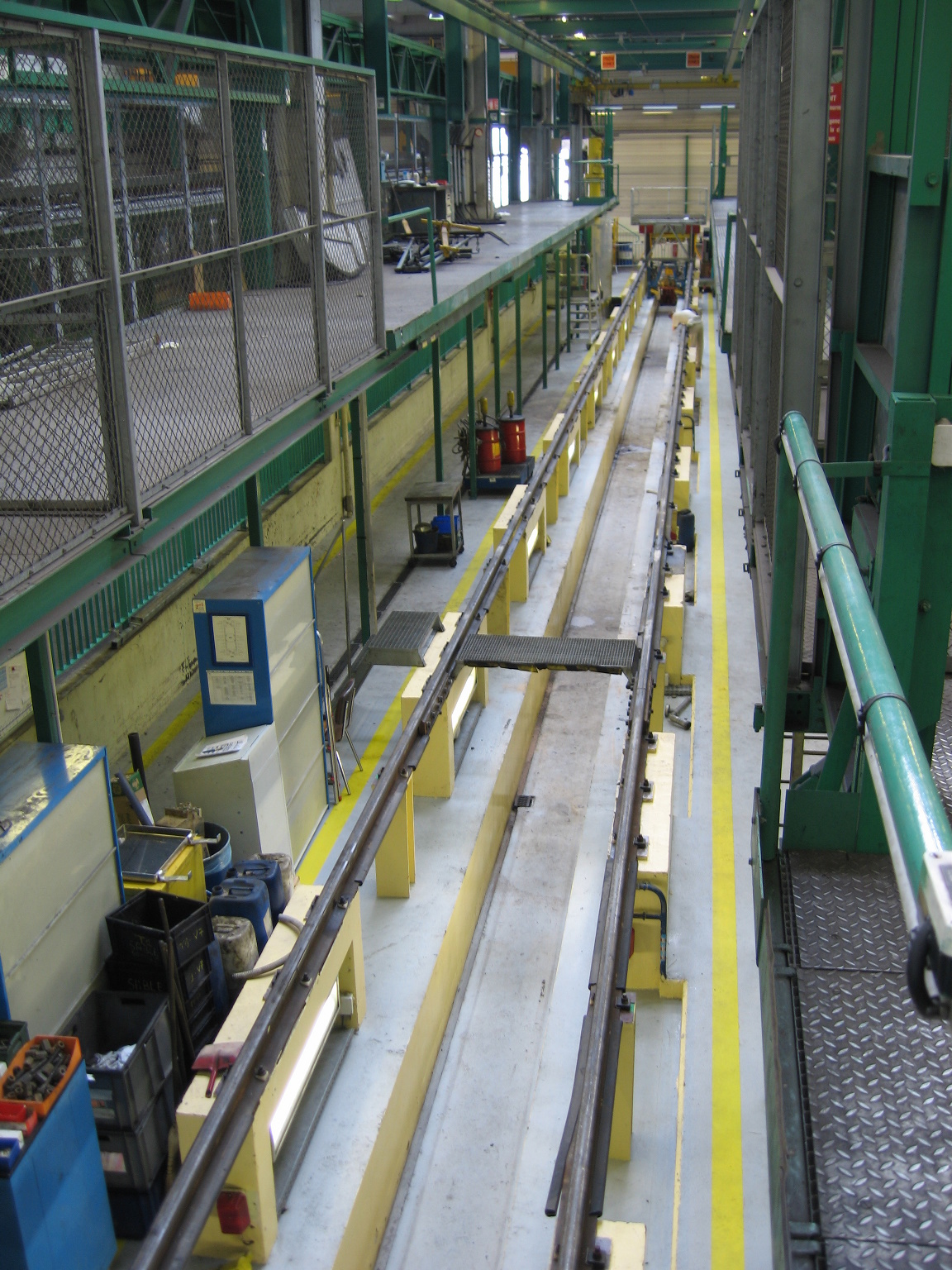
Fosse et visite de toit.

### Italie
L'atelier d'Italie assure la maintenance du matériel de la ligne 6. Il est relié à cette ligne (ainsi qu'à la ligne 5 dont il entretenait les rames jusqu’à la mise en service du prolongement et de l'atelier de Bobigny) par l'intermédiaire de la boucle terminale de la ligne 5 à Place d'Italie.
L'atelier, ouvert en 1906, a été modernisé en 1973 pour l'accueil des rames MP 73. Il couvre une surface de 11 500 m2. Jusqu'à l'ouverture de l'atelier de Bobigny en 1988, les rames MF 67 de la ligne 5 y étaient également entretenues.
Durant la rénovation de l'atelier de Boulogne de 2013 à 2015, les rames de la ligne 9 sont entretenues au sein de cet atelier.
De 2018 à 2022, l'atelier est de nouveau en modernisation, afin d'accueillir les rames MP 89 CC en provenance de la ligne 4 qui sera automatisée.

### Choisy
L'atelier de Choisy assure la maintenance du matériel MF 77 de la ligne 7 et la révision des matériels MF 67, MF 88, MF 01 et des bogies des tramways des lignes T1 et T2. Il assure également le transfert des MF 67 réformés vers la démolition.
Ouvert en 1931, il est situé dans le 13e arrondissement de Paris à proximité du boulevard périphérique et accessible via un embranchement de la ligne 7 au sud de la station Porte d'Ivry. Il se décompose en deux entités distinctes : un atelier de maintenance pour les rames de la ligne 7 (AMT) et un atelier de révision de l'ensemble des rames sur fer du métro. L'ensemble occupe une surface totale d'environ 34 350 m2.
Exigu, il ne permet pas la maintenance du futur matériel MF 19 de la ligne 7. Celle-ci doit être assurée de nouveaux ateliers proches du terminus de La Courneuve. Cet atelier d’environ 9000 m2 avec 8 voies de maintenance doit entrer en service fin 2031. Les ateliers de Choisy laisseront place à un projet urbain.  

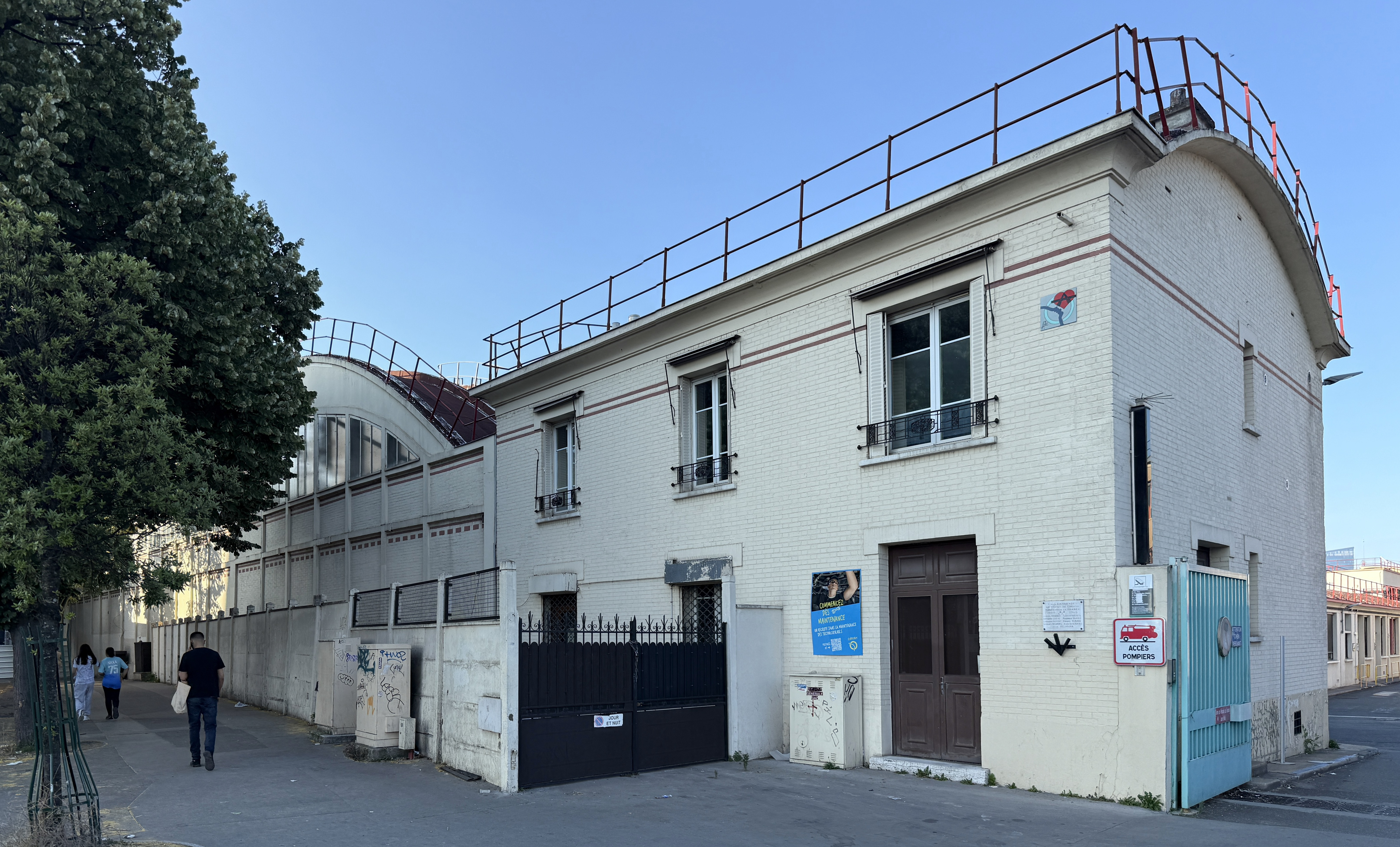
Bâtiment de l'atelier.
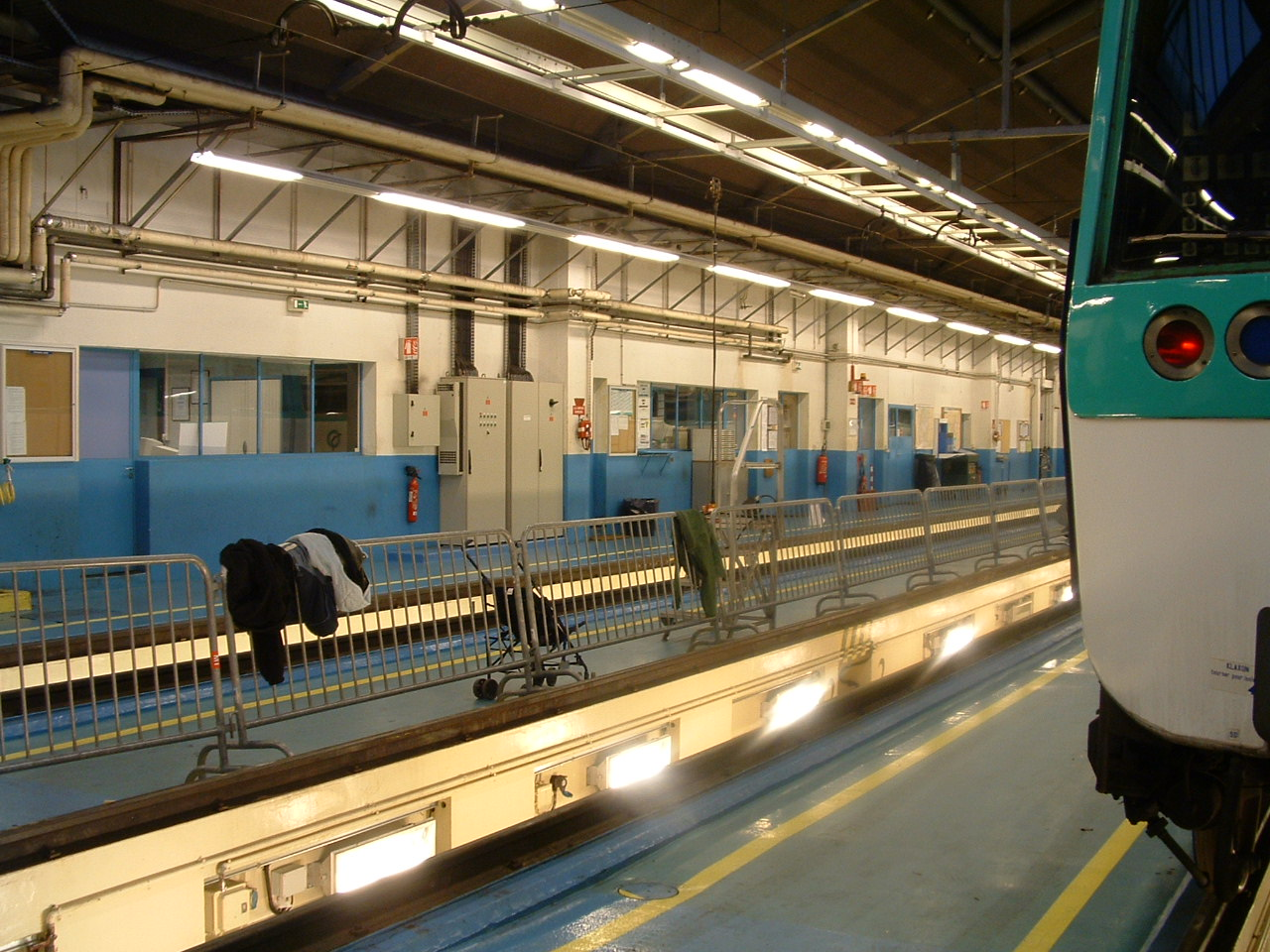
Vue de l'atelier.
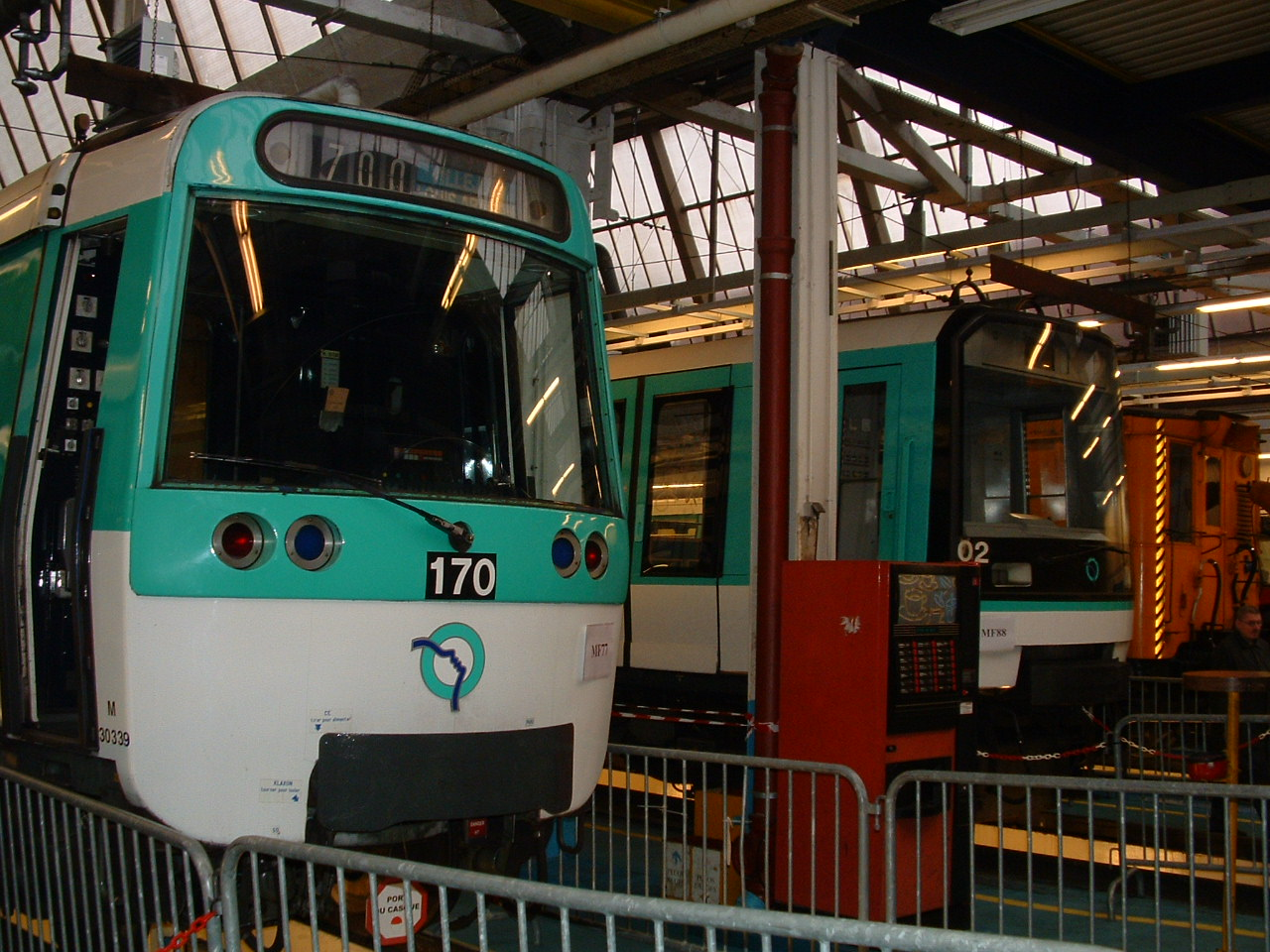
MF 77, MF 88 et train de travaux sur fosse.
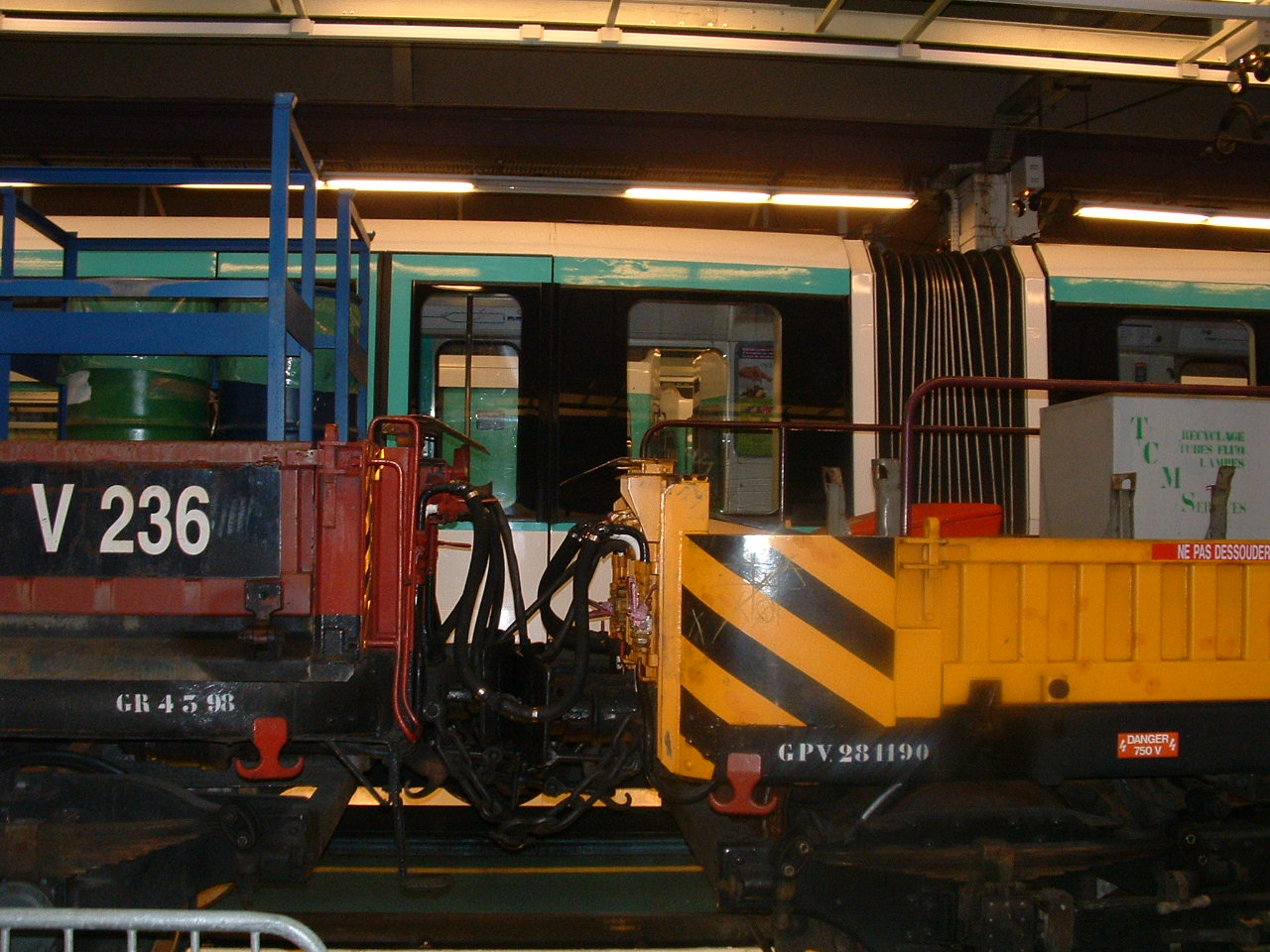
Train de travaux et MF 88.

### Pré-Saint-Gervais
En raison des difficultés rencontrées avec le MF 88, un atelier d'entretien courant des rames de la ligne 7 bis a été installé sur les emprises de la « voie navette », ancien raccordement de la ligne 7 bis avec la ligne 3 bis. Il est rattaché à l'atelier de Saint-Fargeau.

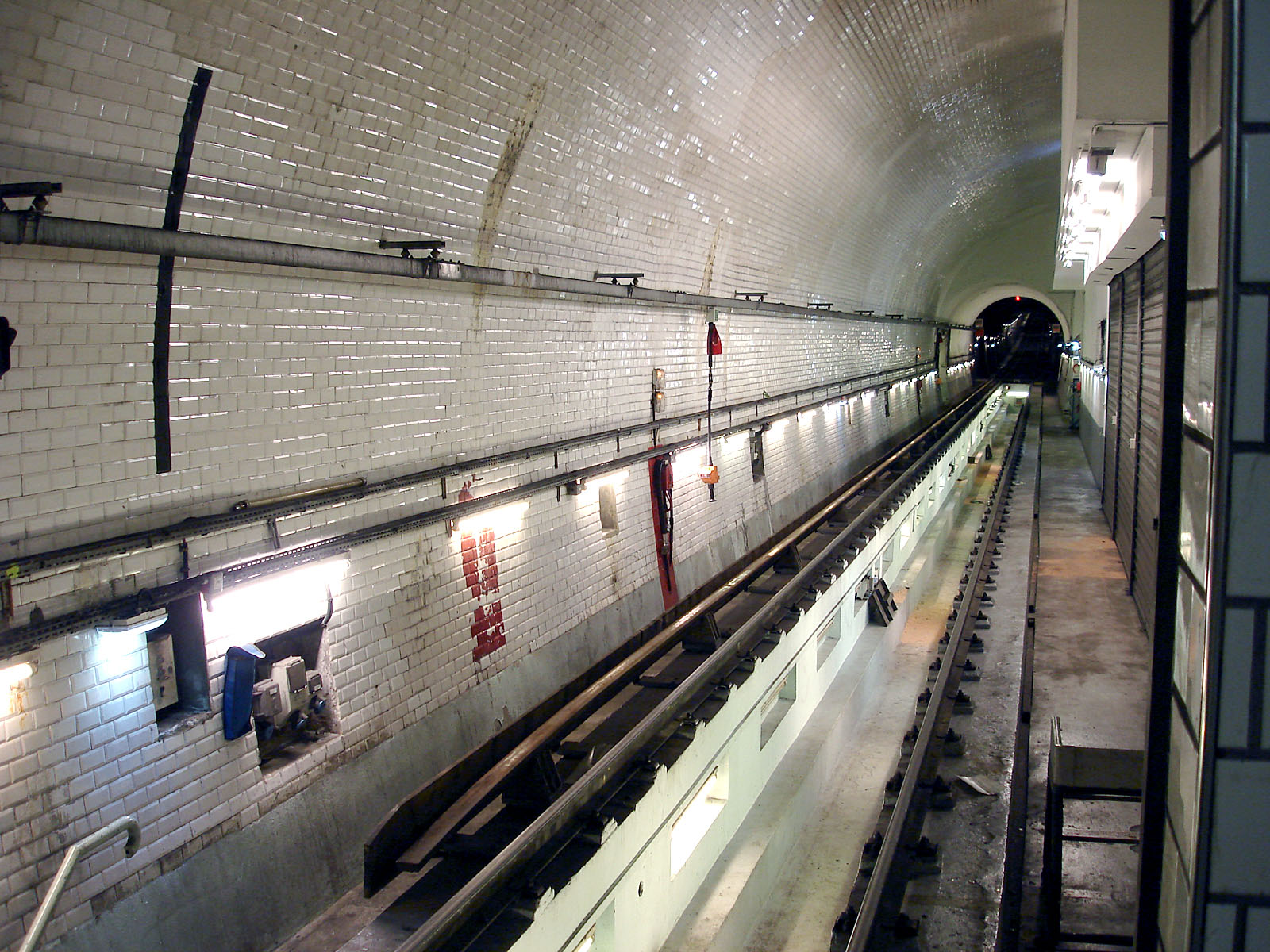
Vue de l'atelier et du tunnel de la voie navette.
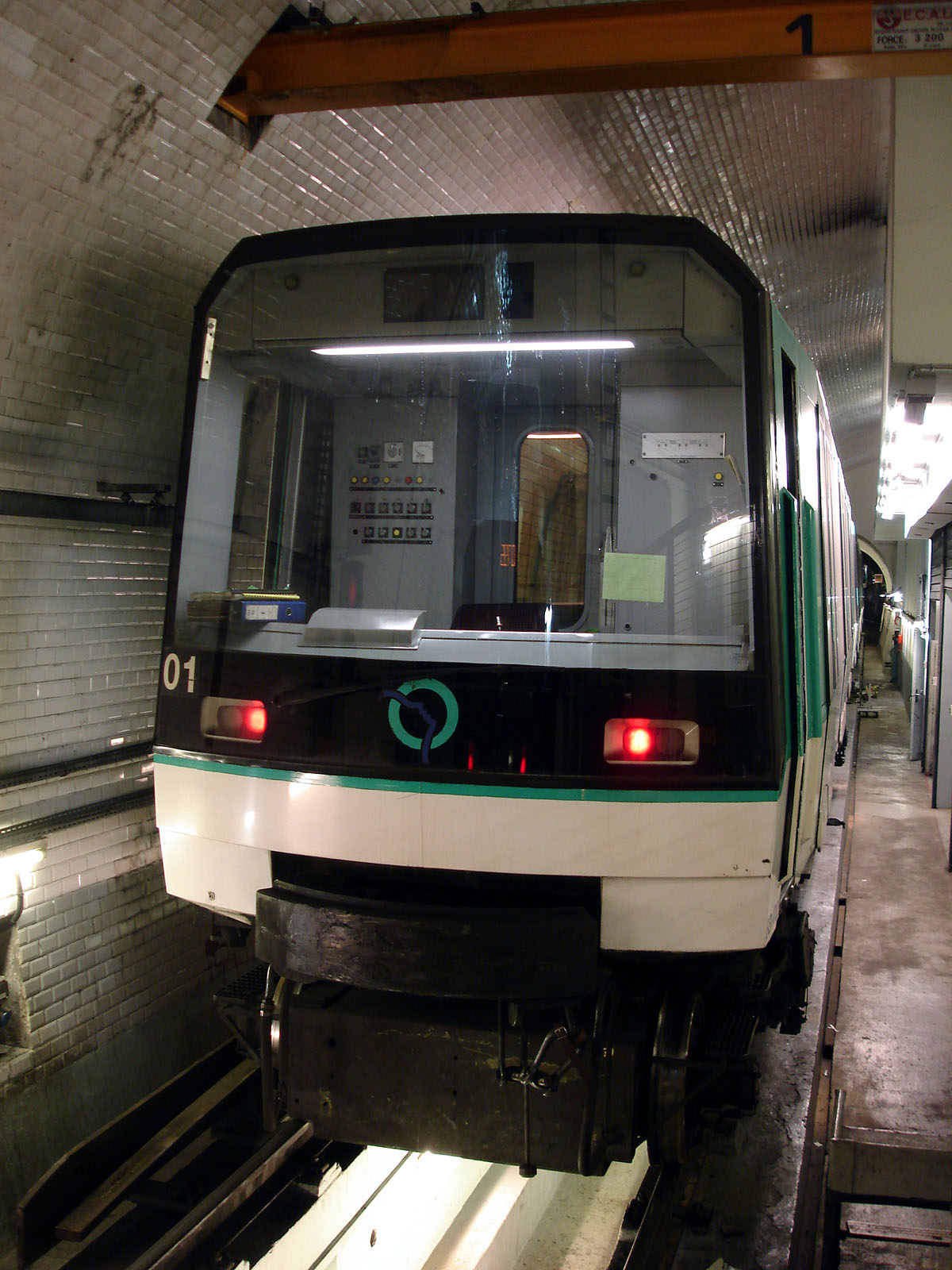
La rame MF 88-01 stationnée sur fosse.

### Javel
L'atelier de Javel assure la maintenance des rames de la ligne 8. Il lui est relié à la station Lourmel. Dans le cadre d'une opération d'urbanisme, il a été recouvert d'une toiture comportant de larges verrières. Durant la rénovation de l'atelier de Boulogne, les rames de la ligne 9 ont été entretenues au sein de cet atelier[réf. nécessaire].

### Créteil
L'atelier de Créteil assure la maintenance des trains de la ligne 8. Il est raccordé au terminus Pointe du Lac.

### Boulogne
L'atelier de Boulogne assure la maintenance des rames de la ligne 9. Il est raccordé au nord-est du terminus du Pont de Sèvres.
Durant sa période de reconstruction (2013 à 2016), la maintenance des rames de la ligne 9 avait été transférée vers les centres de maintenance d'Italie (ligne 6), de Javel (ligne 8) et d'Auteuil (ligne 10).

### Auteuil
L'atelier d'Auteuil assure la maintenance des matériels de la ligne 10. Il est raccordé aux voies de l'ancienne boucle d'Auteuil, entre Porte d'Auteuil et Michel-Ange Molitor. Il est également raccordé à la ligne 9 à la station Porte de Saint-Cloud. Durant la reconstruction de l'atelier de Boulogne, les rames de la ligne 9 avaient été entretenues au sein de cet atelier.
Entièrement souterrain, il possédait un accès « piéton » par un escalier situé avenue du général Sarrail mais la rénovation du stade Jean-Bouin a provoqué la destruction de l'ancien accès « piéton » en 2013. Le nouvel accès ouvert en 2014 se situe sur l'avenue du Parc-des-Princes, à côté du lycée Claude-Bernard.

### Rosny-sous-Bois
Dans le cadre du prolongement de la ligne 11 à Rosny-Bois-Perrier, un nouvel atelier est créé à Rosny-sous-Bois après le nouveau terminus. Il remplace l'ancien atelier des Lilas qui était situé après l'ancien terminus de Mairie des Lilas et a disparu avec le prolongement de la ligne. Son ouverture a lieu en juillet 2023.

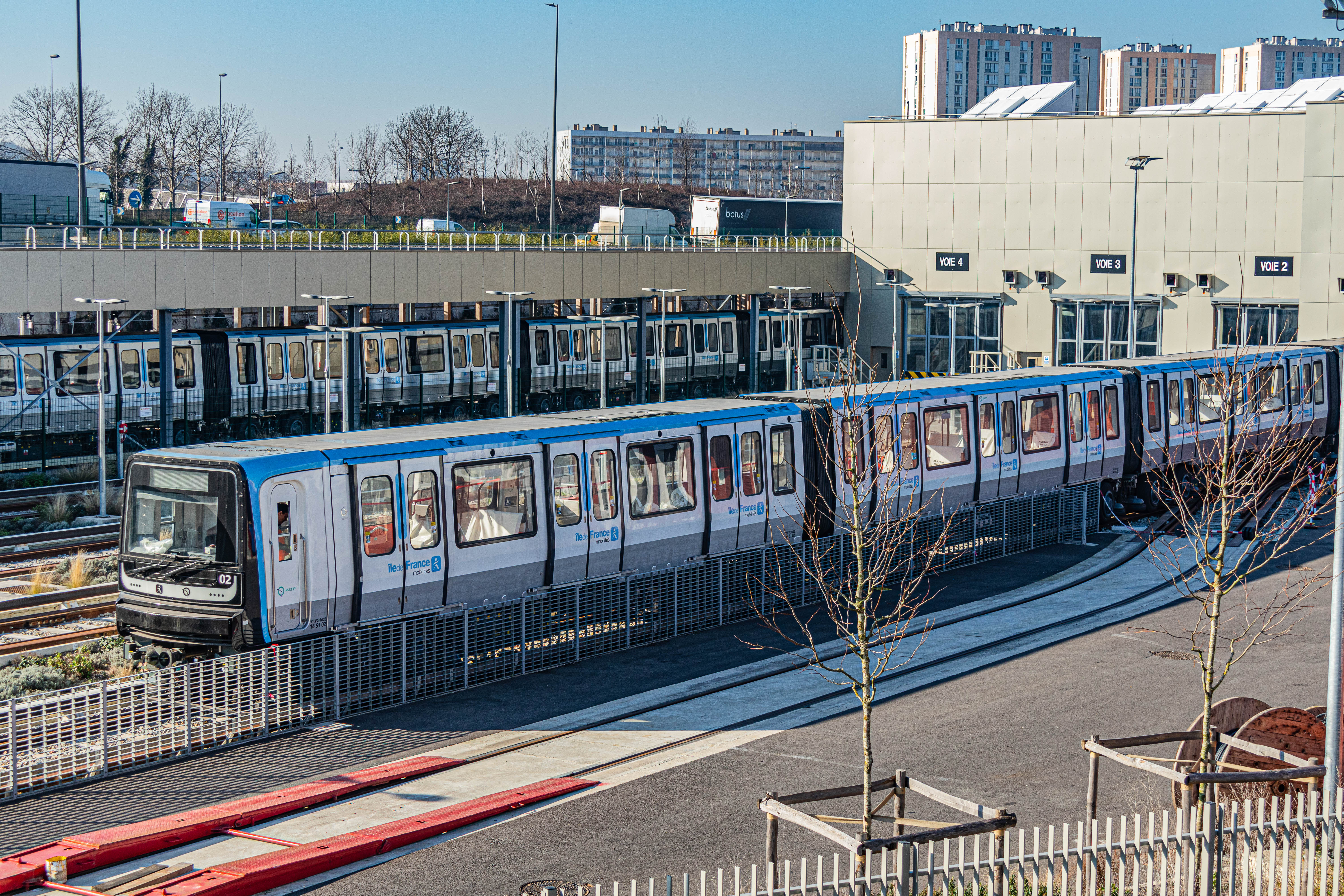
Rames MP 14 aux ateliers.

### Vaugirard
L'atelier de Vaugirard comporte trois activités distinctes. Tout d'abord on y assure la maintenance du matériel de la ligne 12. Il est raccordé à cette ligne dans « l'avant-gare » de Porte de Versailles par deux voies passant sous la rue Auguste Chabrières.
Il a été également relié au réseau ferré via la Petite Ceinture par une voie traversant la rue Desnouettes et débouchant dans une annexe de l'atelier située sur les 300 mètres de voie séparant ce dernier de la Petite Ceinture. En 2011, ce raccordement ainsi que cette annexe ont été supprimés à l'occasion d'une opération d'urbanisme et des travaux de construction des nouveaux locaux du poste de commande centralisé (PCC) de la ligne 12.
Il y avait également l'activité AMP de révision des « Véhicules de maintenance des infrastructures » (VMI). Le site fabriquait enfin les sabots de frein en bois pour l'intégralité des rames de la RATP ainsi qu'une partie pour le métro de Marseille. Du fait des travaux de restructuration des ateliers, l'activité VMI a totalement été transférée depuis juin 2016 sur le site de la Villette et la fabrication des sabots de frein sur celui de Châtillon.

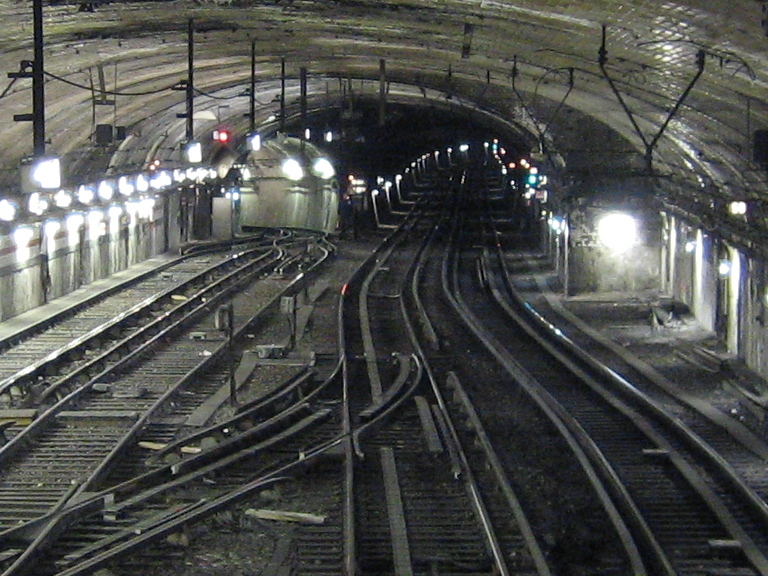
L'accès à l'atelier à gauche, au nord de la station Porte de Versailles.
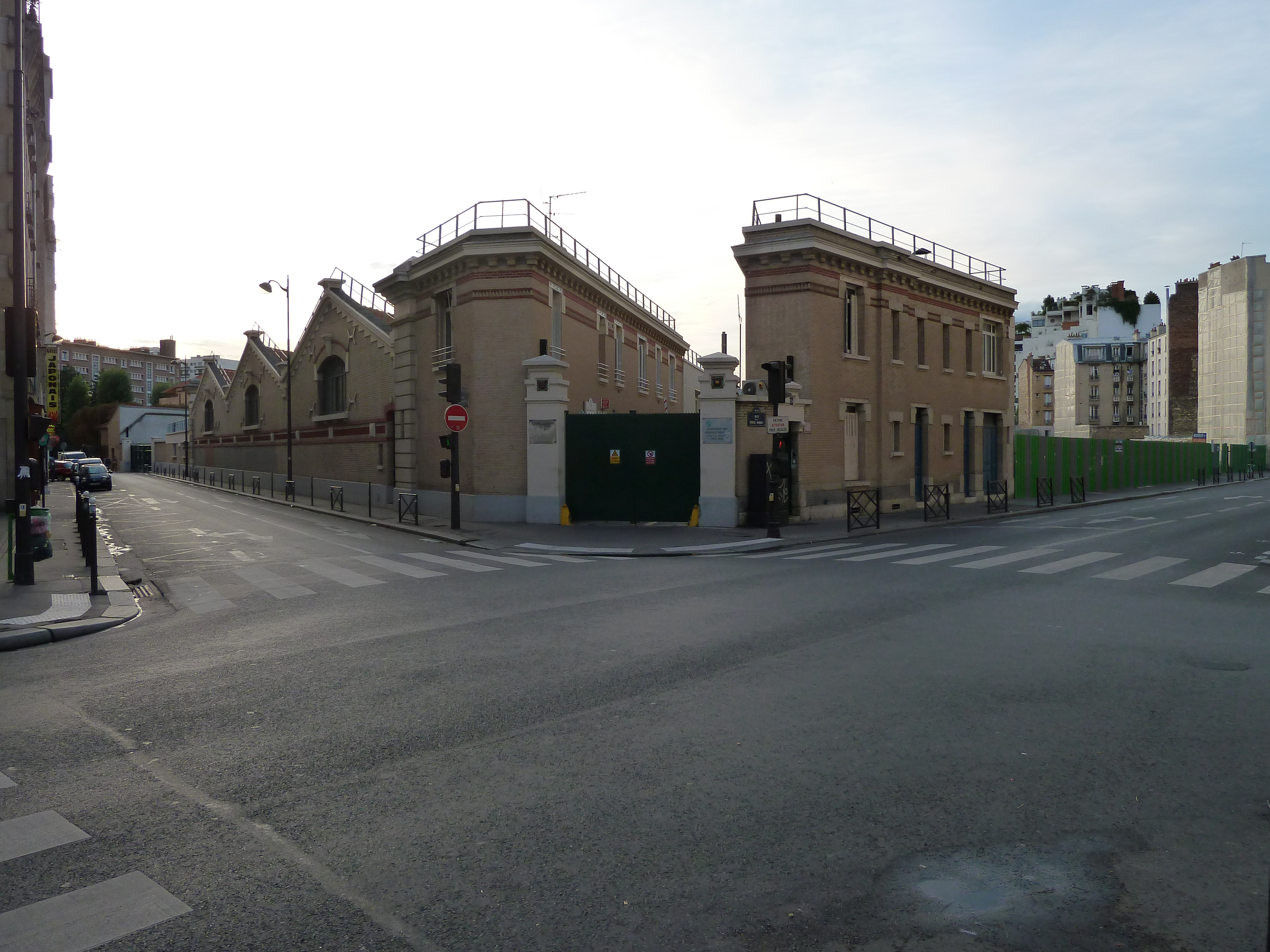
Entrée de l'atelier, rue de la Croix-Nivert.

Le 23 mai 2025, un nouvel Atelier de maintenance des équipements (AME) est inauguré sur le site des Ateliers de Vaugirard.

### Pleyel
L'atelier souterrain de Pleyel assure la maintenance du matériel de la ligne 13. Il est raccordé entre les stations Mairie de Saint-Ouen et Carrefour Pleyel (ancien terminus). Il est aménagé sous le dépôt de bus du même nom en 1968 en vue des prolongements de la ligne 13, mais qui n'a été mis en service qu'en septembre 1974.

### Châtillon
L'atelier de Châtillon est situé à côté du dépôt et technicentre des TGV de la gare de Paris-Montparnasse, dans le prolongement de la ligne 13 au sud du terminus Châtillon - Montrouge.

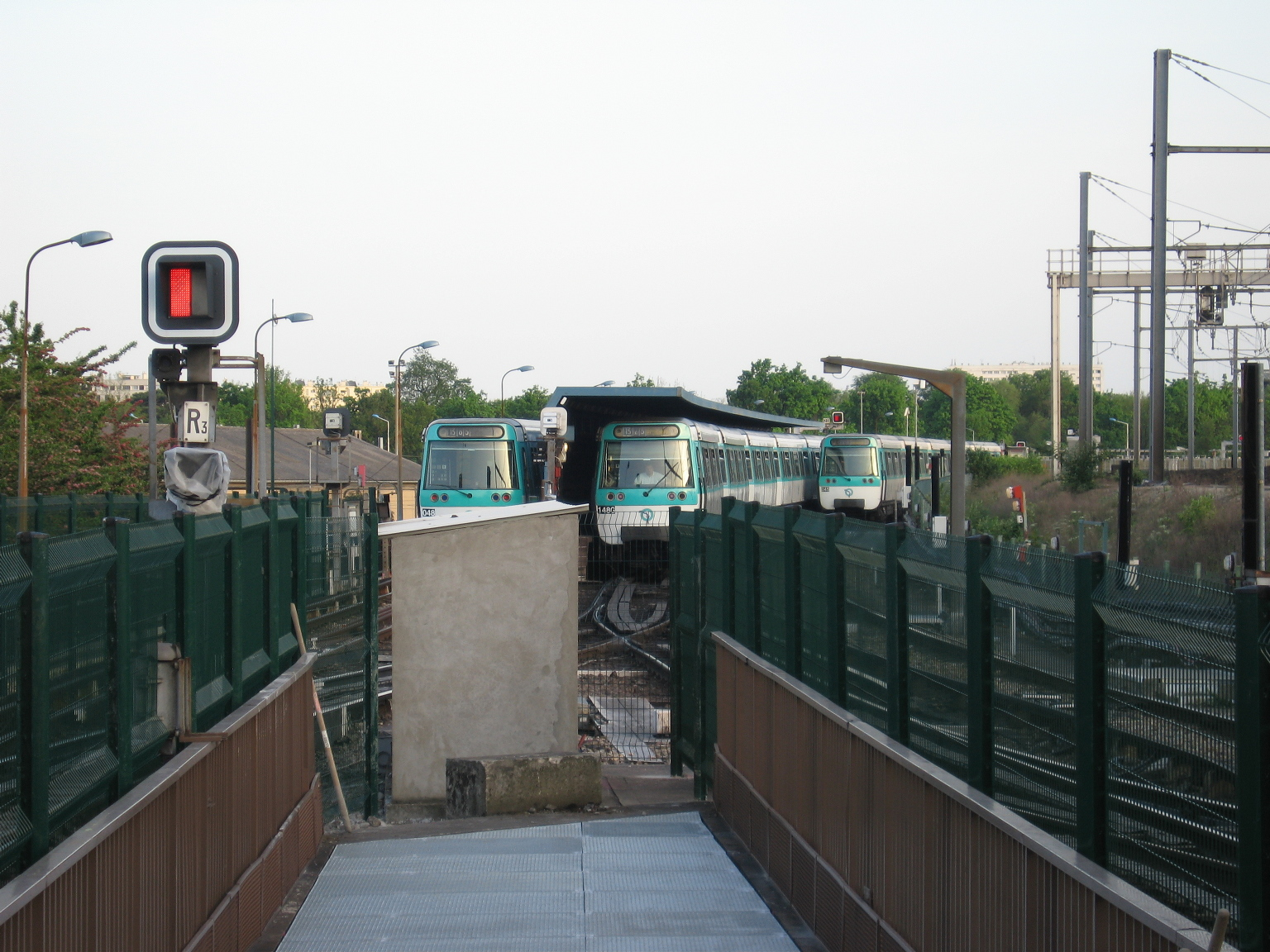
Garages des rames.

### Les Docks de Saint-Ouen
Dans le cadre du prolongement de la ligne 14 au nord jusqu'à Mairie de Saint-Ouen puis Saint-Denis Pleyel, il est décidé de construire un nouvel atelier situé à Saint-Ouen-sur-Seine,. Celui-ci est accessible via un raccordement à voie unique en pointe sur la voie en direction du sud entre Mairie de Saint-Ouen et Saint-Ouen. Son ouverture a lieu début 2020 afin d'accueillir les nouvelles rames MP 14.

### Morangis
Ce deuxième atelier de la ligne 14 situé à Morangis après la station Aéroport d'Orly ouvre au printemps 2024. Il assure la maintenance de 60 % des rames de la ligne 14 en complément de l'atelier de Saint-Ouen,,, les deux ateliers étant complémentaires en étant situés aux deux extrémités de la ligne.

### La Villette
L'atelier de La Villette assure l'entretien du réseau (traverses, appareils de voie, rails, …). Il est relié, par ce qui reste de la ligne de La Plaine à Pantin, au réseau ferré national et, par les voies de l'ancienne boucle terminale de Porte de la Villette, à la ligne 7.
Les véhicules de cet atelier (Tracteurs autonomes, wagons de service et anciennement les tracteurs Sprague) sont entretenus par l'atelier de Vaugirard. Tous les soirs, peu avant la fin du service, des trains de travaux partent de La Villette et rejoignent leurs lieux d'intervention en utilisant les raccordements entre les différentes lignes.
Depuis fin octobre 2010, le site regroupe tous les métiers de maintenance et d'entretien de la voie des métros (uniquement de nuit) et tramways parisiens ainsi que le centre de formation associé dans un nouveau bâtiment à haute qualité environnementale. Les équipes de nuit étaient auparavant sur les sites de République et Raspail,.

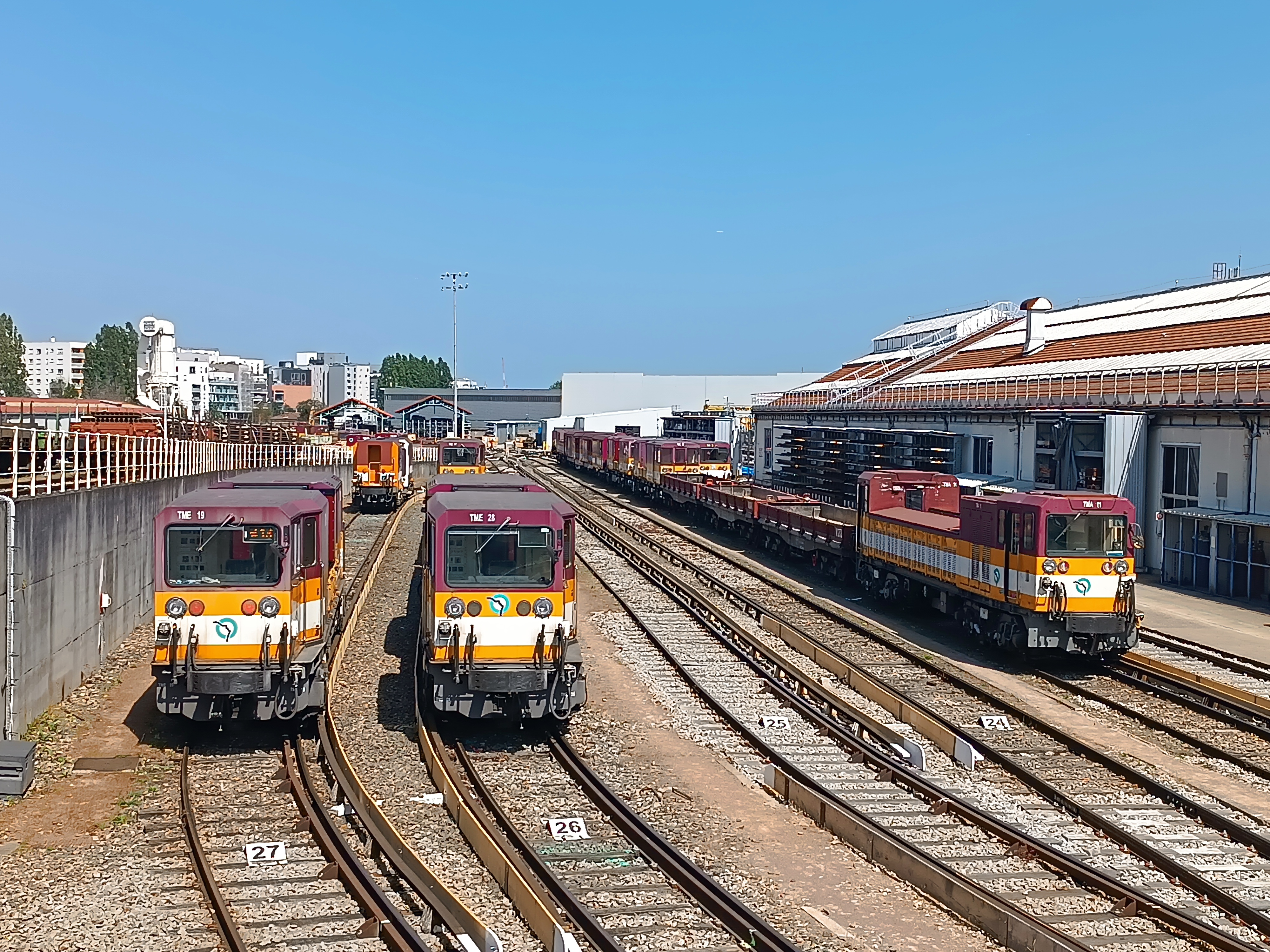
Faisceau de stockage et de préparation des convois de chantiers.
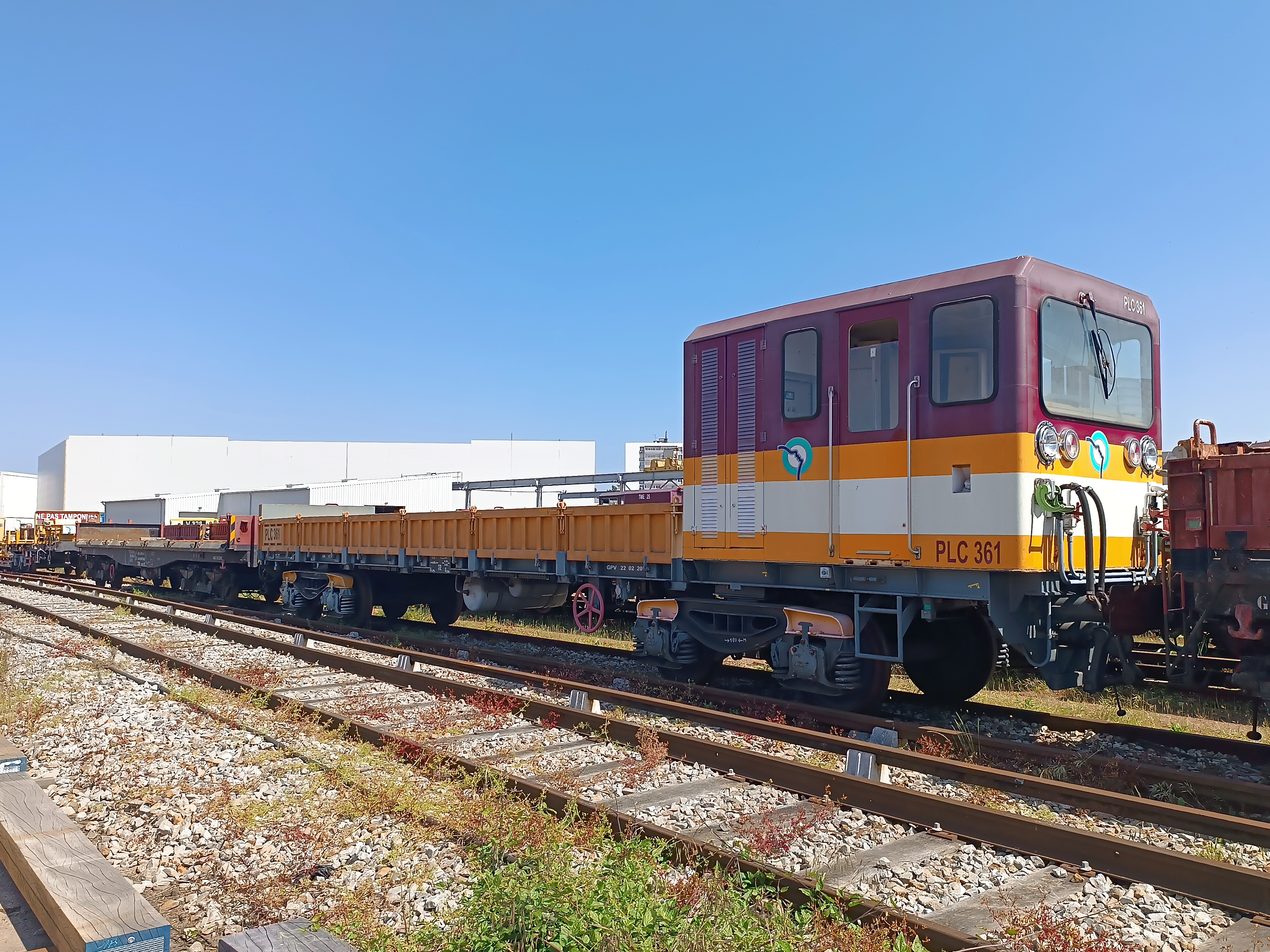
PLC - cabine de conduite non motorisée, stockée aux ateliers.
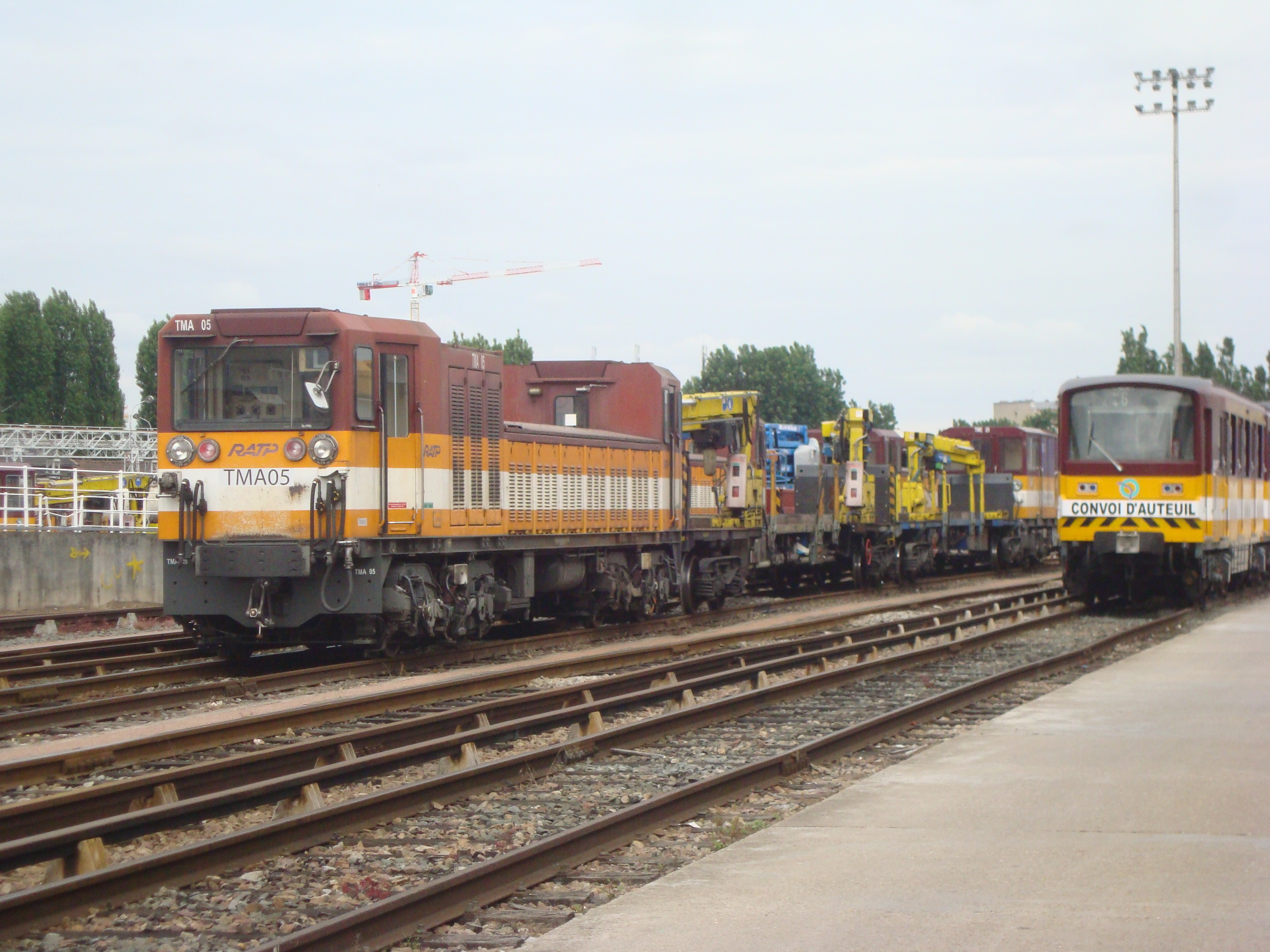
Tracteur à marche autonome et convoi d'Auteuil.
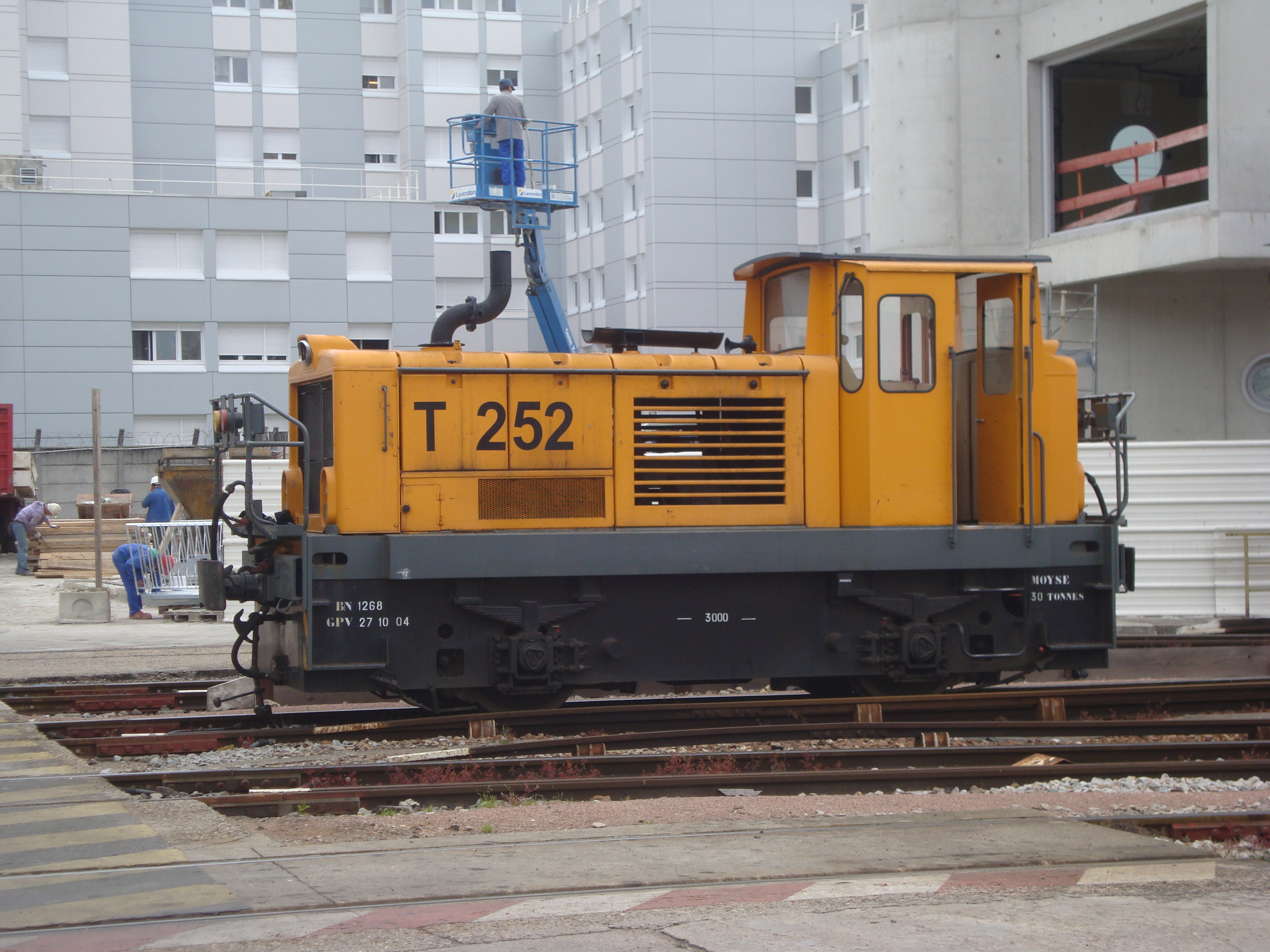
Tracteur.
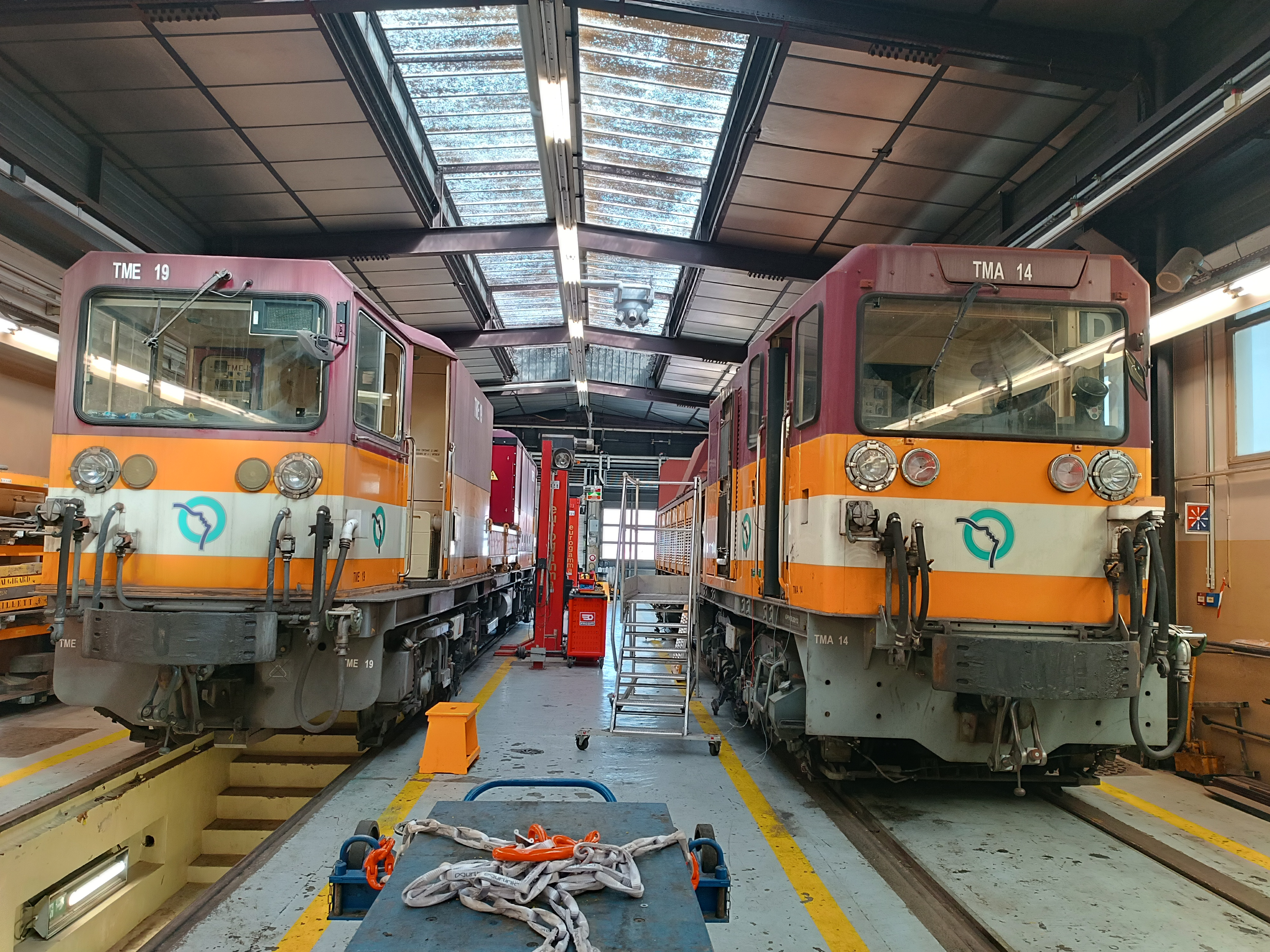
Tracteur à marche électrique & Tracteur à marche autonome, aux ateliers de maintenance.
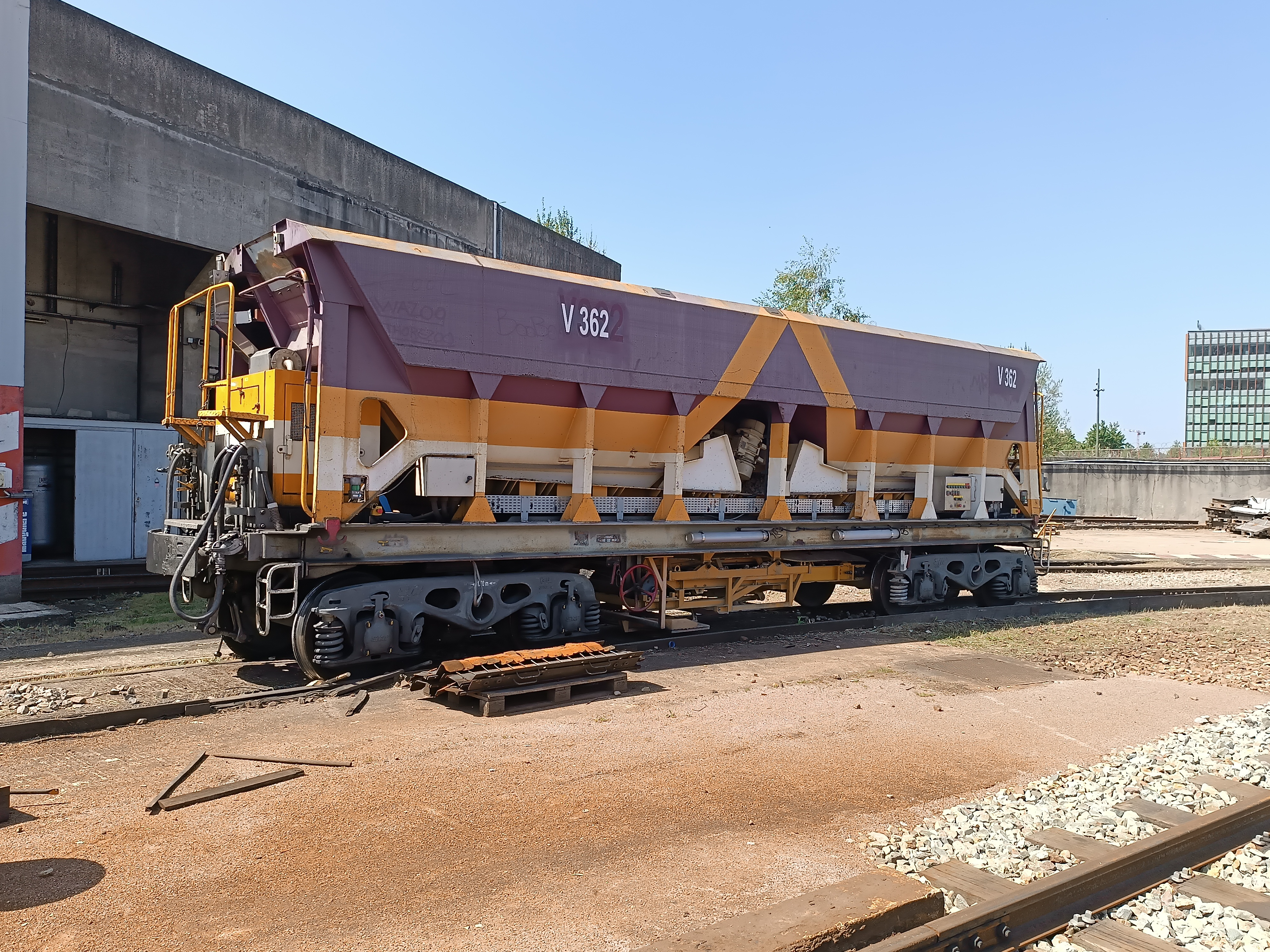
Wagon de ballastage des voies.

## Anciens ateliers

### Bercy
Cet atelier provisoire fut utilisé entre 1972 et 1974 dans le cadre des travaux de pneumatisation de la ligne 6, afin de faciliter l'accès des trains de travaux au chantier. Il avait été aménagé dans les anciens entrepôts à vin de Bercy, à l'emplacement de l'actuel Palais Omnisport. L'accès se faisait par un raccordement en talon au niveau de la rampe qui marque le début de la section aérienne.

### Les Lilas
L'atelier des Lilas a assuré la maintenance du matériel de la ligne 11 de 1937 à 2023. Entièrement souterrain et doté de trois voies, il était situé au-delà du terminus de Mairie des Lilas.
Exigu et éloigné de la ligne, il présentait l'inconvénient de limiter à quatre voitures la composition des rames, notamment pour leur équipement en bogies fer, lors des transferts vers l'atelier de Fontenay, ceci afin de respecter le gabarit de la ligne 2[pas clair].
Dans le cadre du prolongement de la ligne, il a été remplacé par le nouveau site de Rosny-sous-Bois, situé au sein de la boucle autoroutière entre l’A3, l’A86 et la N186. Le démantèlement du site des Lilas est réalisé en plusieurs phases : les trois voies d'origine sont dans un premier temps remplacées par deux voies, ce qui permet de continuer la maintenance pendant la période de transition avant la mise en service des nouveaux ateliers.
L'atelier des Lilas a fermé définitivement ses portes le 1er juillet 2023, date à laquelle les équipes sont transférées aux ateliers de Rosny-sous-Bois. Il a été entièrement démantelé pour laisser place au prolongement de la ligne 11.

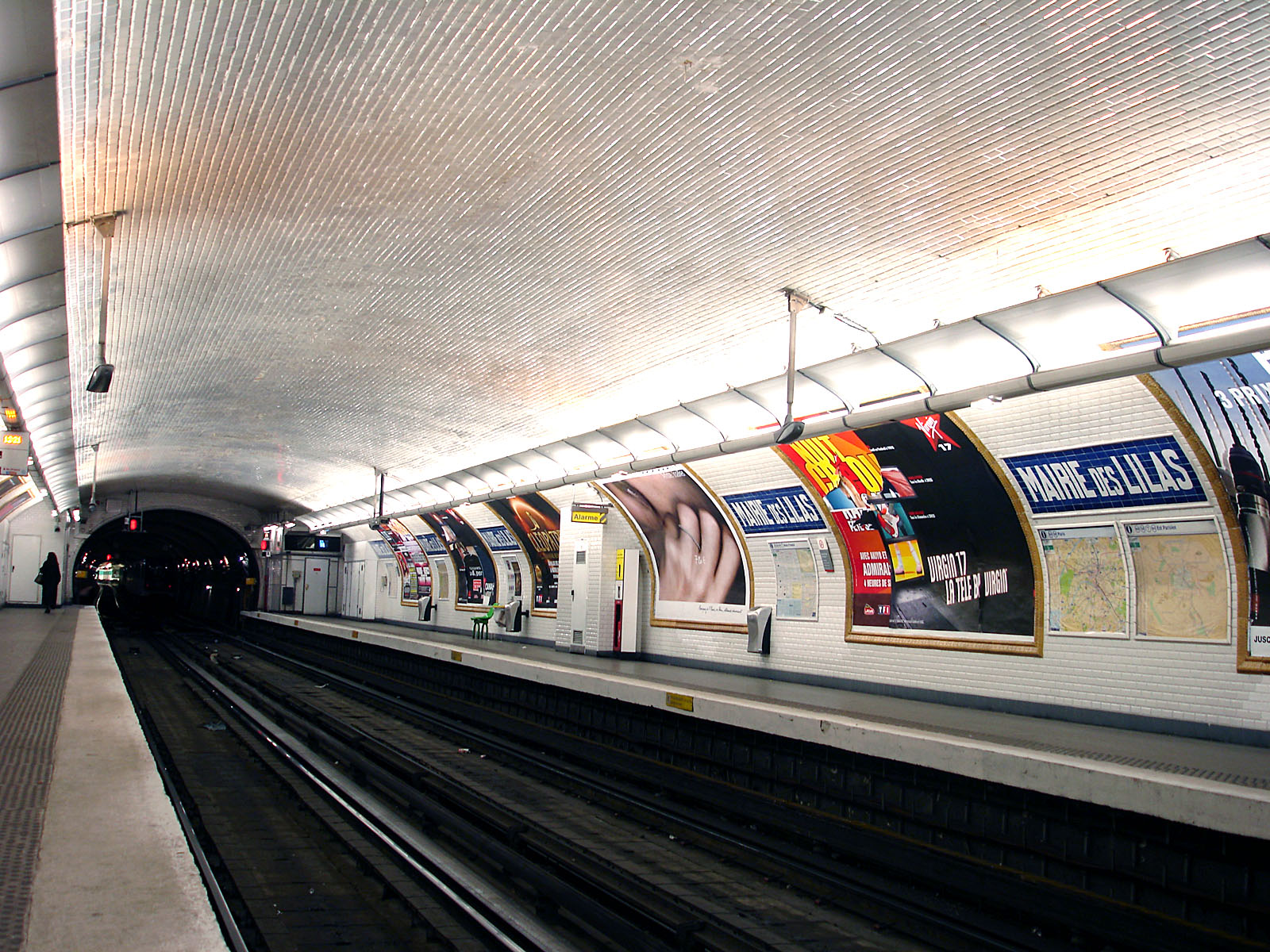
La station Mairie des Lilas. L'atelier est visible au fond, dans le prolongement de la ligne.
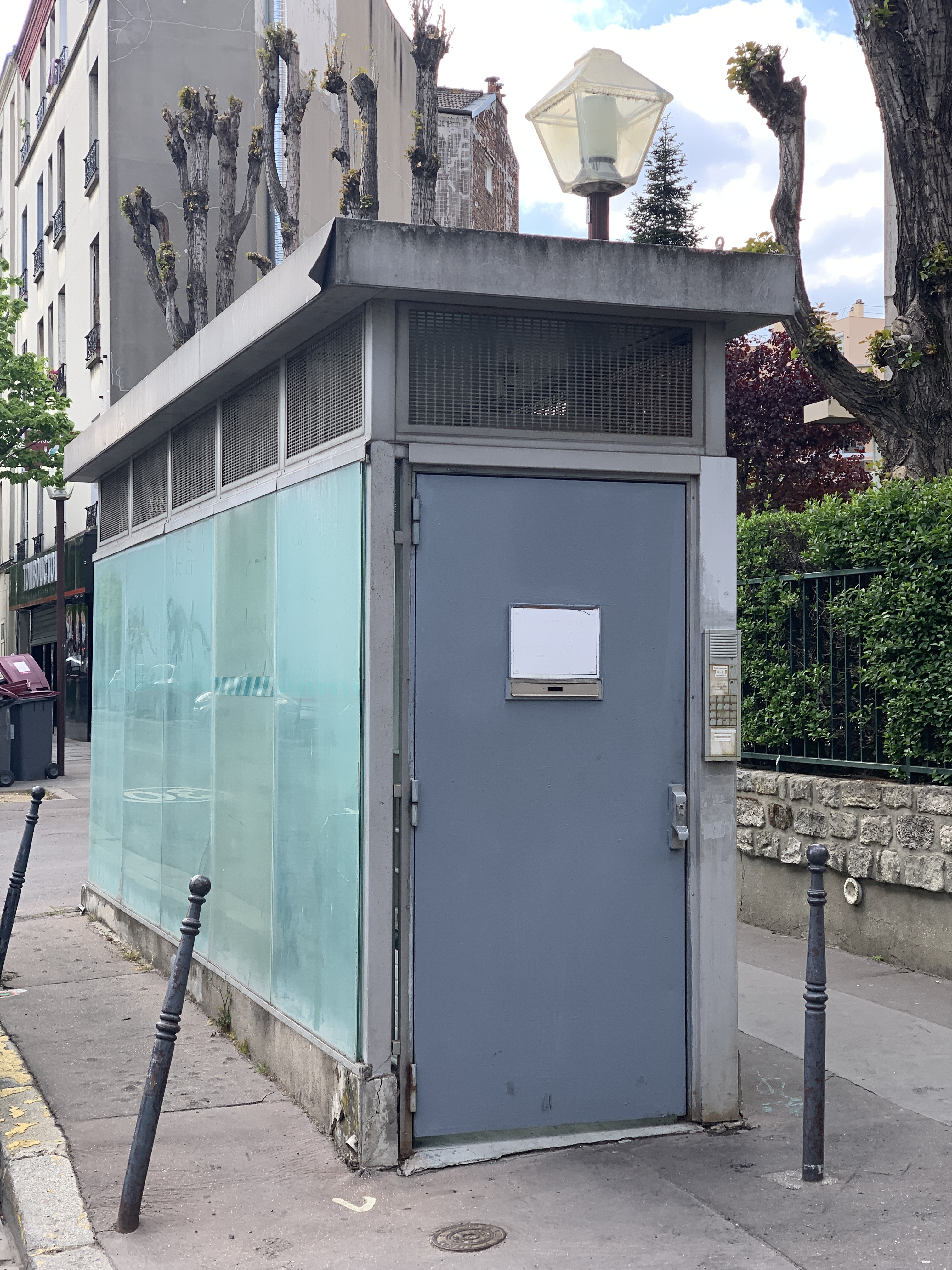
Accès à l'atelier depuis le boulevard du Général-Leclerc-de-Hauteclocque.

### Tolbiac-Nationale
Situé sous la rue de Tolbiac dans le 13e arrondissement, cet atelier souterrain occupait les emprises réservées pour la station Olympiades avant le prolongement de la ligne 14 au sud vers cette même station et le déplacement de l'atelier à Maison Blanche.

### Tolbiac-Nationale 2
Successeur de l'atelier Tolbiac-Nationale transformé pour accueillir la station Olympiades, cet atelier a assuré la maintenance du matériel de la ligne 14 de 2006 à 2020. Il était situé dans le prolongement de l'arrière-gare, à faible distance de la station Maison Blanche de la ligne 7. Il était équipé d'un monte-charge, intégré au rez-de-chaussée du no 97 de l'avenue d'Italie. Semi-automatisé, il ne comportait que deux voies et se présentait comme une station de métro classique. Il pouvait recevoir au maximum trois trains simultanément.
La construction de cet atelier a été à l'origine de l'effondrement d'un important fontis de 400 m² sur 15 mètres de profondeur. Cet accident, survenu la nuit du 14 au 15 février 2003 et qui n'a pas fait de victime, a abouti à la disparition de la cour de l'école primaire et maternelle Auguste-Perret. Les causes de l'accident semblent être que le chantier a traversé une ancienne carrière à ciel ouvert remblayée, pourtant indiquée sur les planches de l'Inspection générale des carrières (IGC).
Les équipes de maintenance des trains ont quitté cet atelier fin 2020 avec la mise en service du prolongement de la ligne 14 à Mairie de Saint-Ouen et de son nouvel atelier des Docks de Saint-Ouen. Beaucoup plus spacieux, il peut accueillir simultanément cinq trains dans le hall de maintenance, quinze trains en remisage dont les rames MP 14 de huit voitures. Dans le cadre du prolongement de la ligne jusqu'à la station Aéroport d'Orly, ses emprises seront intégrées au nouveau tunnel et recevront une voie d'évitement.
La destruction et le démantèlement de l’atelier Tolbiac-National 2 ont commencé en janvier 2021 après la condamnation de l’arrière gare de la station Olympiades.

## Futurs ateliers

### La Courneuve
La construction d'un nouvel atelier pour la ligne 7, situé dans le prolongement du terminus La Courneuve - 8 Mai 1945, a été soumise à la concertation par la RATP en janvier 2022.
Le site sera situé à la limite des communes de La Courneuve et de Drancy, en bordure de l'autoroute A86. Il disposera de huit voies de maintenance. L'ouverture du site est envisagée à l'horizon 2031.
Sa construction se justifie par l'arrivée sur la ligne du nouveau matériel MF 19 ; il permettra d'améliorer la fluidité du trafic. Un nouveau tunnel de 350 m de long sera construit sous l'avenue Paul-Vaillant-Couturier pour raccorder l'atelier aux voies existantes.

### Créteil
La construction d'un nouvel atelier pour la ligne 8, situé dans le prolongement du terminus Créteil Pointe du Lac est annoncée par IDFM en février 2024 pour horizon 2029 afin de préparer l'arrivée du nouveau matériel MF 19.

### Vitry-sur-Seine
Cet atelier assurera la maintenance des infrastructures de la ligne 15. Il sera situé à Vitry-sur-Seine le long des voies de Paris-Austerlitz et de l'autoroute A86, au sud de la station Les Ardoines. Les travaux préparatoires ont commencé début 2016 et se sont poursuivis jusqu'en 2018. Les travaux de génie civil ont débuté en 2019.

### Champigny-sur-Marne
Ce site assurera la maintenance et le remisage des trains de la ligne 15. Il sera situé à la limite de Champigny-sur-Marne et Villiers-sur-Marne au sud de la station Bry-Villiers-Champigny. Il accueillera également le poste de commande centralisé de la ligne.

### Aulnay-sous-Bois
Cet atelier ouvrira en 2026 et assurera la maintenance et le remisage des rames des lignes 16 et 17 ainsi que la maintenance des infrastructures. Il sera situé à la limite d'Aulnay-sous-Bois et Gonesse et sera relié à la ligne 16 entre Parc du Blanc-Mesnil et Aulnay Val Francilia ainsi qu'à la ligne 17 entre Triangle de Gonesse et Parc des Expositions. Il accueillera également le poste de commande centralisé des deux lignes.

### Palaiseau
Situé à Palaiseau à proximité de l'École polytechnique, cet atelier assurera la maintenance du matériel et des infrastructures de la ligne 18. Il accueillera également le PCC de la ligne. Le site sera accessible depuis le viaduc par un raccordement situé entre les stations Massy - Palaiseau et Marguerite Perey. La construction doit débuter en 2021 pour une mise en service à l'horizon 2026. Le site aura une superficie de 6,4 hectares et comptera 360 agents à terme.